# Національний експоцентр України
Націона́льний ко́мплекс «Експоце́нтр Украї́ни» (раніше Виставка досягнень народного господарства (ВДНГ) УРСР) — єдина державна виставкова установа України — організатор міжнародних та національних виставок і ярмарків, демонстраційний центр досягнень України в економічній, науковій, виробничій, гуманітарній та інших галузях.

## Назви
- Виставка досягнень народного господарства (ВДНГ) УРСР
- Виставка передового досвіду УРСР
- Виставка передового досвіду України Ради Міністрів УРСР
- Експоцентр України Ради Міністрів України
- Національний комплекс «Експоцентр України»

## Юридичний статус
Знаходиться в юридичному підпорядкуванні Державного управління справами. Діє повністю на самоокупних госпрозрахункових засадах. З державного бюджету не фінансується взагалі.

## Розташування
Територія експоцентру безпосередньо межує з територіями Клінічної лікарні «Феофанія», Інституту бджільництва ім. П. І. Прокоповича, Національним музеєм бджільництва України.
Поруч розташовані Київський іподром, льодовий стадіон. Недалеко — Головна астрономічна обсерваторія НАН України Національної академії наук України, Національний музей народної архітектури та побуту України, Садово-парковий комплекс НАН України «Феофанія», Всеукраїнський центр радіохірургії.
Поруч з Експоцентром розташована станція «Виставковий центр» Київського метрополітену.

## Інфраструктура

Схема центральної частини Експоцентру

Комплекс Експоцентру включає 180 будинків і споруд, 20 з яких мають статус пам'яток архітектури та містобудування місцевого значення України — це вхідні пропілеї, головний павільйон та павільйони № 2-10 навколо центральної площі, будівлі ресторанів «Весна» та «Літо», оранжерея, 2 кіоски, 4 фонтани та водонапірна башта.
Загальна площа території Національного комплексу «Експоцентру України» становить 286,3 га, з них: понад 48 га — забудовані землі, 171 га — садово- та лісопаркова зони, 3,5 га — ставки і озера. Закрита виставкова експозиційна площа — 18 тис. м², експозиційна відкрита площа — 21 тис. м², площа демонстраційних майданчиків, конкурних полів — 30 тис. м².
За наявною площею, київський експоцентр посідає 5 місце у світі серед найбільших виставкових центрів планети після Московського, Ганноверського, Міланського та Франкфуртського. За площею лісопаркової зони він є найзеленішим експоцентром у світі.
Територія Експоцентру України географічно розташована у заповідному Голосіївському лісі на південному заході Києва за адресою: проспект Академіка Глушкова, 1.

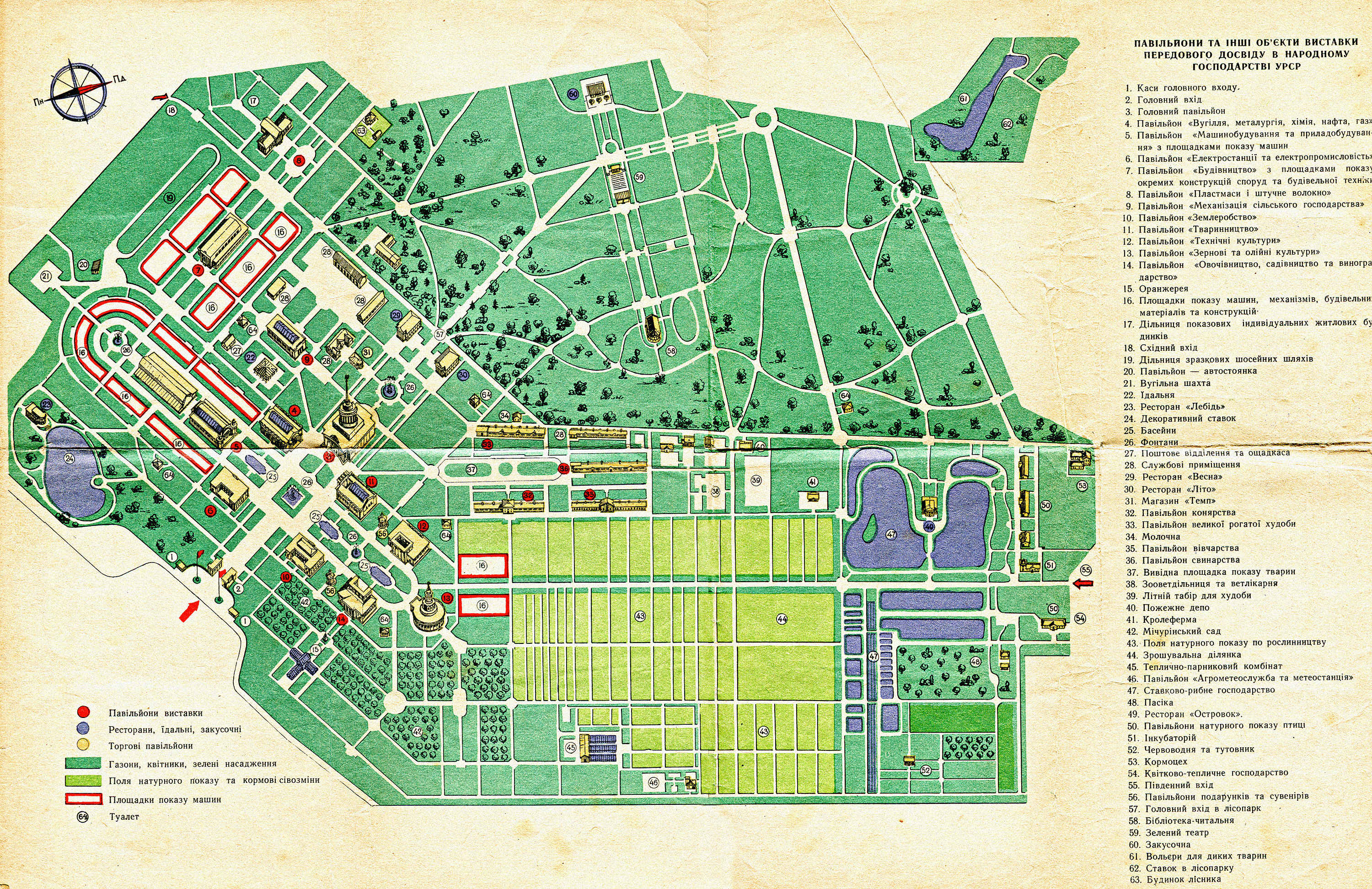
План-схема ВДНГ 1958 року

Щорічно виставкові заходи Експоцентру відвідують близько 2 мільйонів осіб.
На виставкових площах Експоцентру України щороку проводиться близько 100 виставкових заходів, з яких половина — міжнародні та національні спеціалізовані виставки, решта — виставково-презентаційні, ділові, корпоративні, спортивні, святкові заходи. У виставках Експоцентру щорічно беруть участь експоненти з 25 країн світу. Самостійно Експоцентр України щороку організовує 22 спеціалізовані виставки, з яких 10 — міжнародні.

## Історія місцевості
У XVI столітті ця місцевість належала Києво-Печерському монастирю. А пізніше стала особистою власністю київських митрополитів: спочатку — Петра Могили, згодом Сильвестра Косова.
Наприкінці XVIII століття територія Феофанії вже належала Софіївському чоловічому монастирю.
Після указу імператриці Катерини II з 1786 і до 1802 років ця місцевість перебувала у власності державної скарбниці, а відтак була власністю настоятеля Михайлівського Золотоверхого монастиря Феофана (Шиянова) — Київського вікарія і помічника митрополита. Саме Феофан — перший Київський вікарний єпископ зводить тут заміську резиденцію дачного типу для настоятелів Михайлівського Золотоверхого монастиря, перетворюючи з 1803 року територію на пустинь, названу ім'ям її засновника — Феофана. Майже 28 років (1807—1835 рр.) резиденція стояла пустою. До 1920 року — це власність Лаври, пасічний хутір, який у 1934 році закрили і пустинь взагалі перестала існувати.
Лісові насадження цієї місцевості були передані в підпорядкування Київського сільськогосподарського інституту, що сприяло їх збереженню до 1950-х років.
На місці головного входу до Експоцентру декілька століть існувало невелике село (ям) Красний Трактир, приблизно з 20-ти дворів, яке виконувало роль поштової станції з кінськими стайнями (з кузнею для виготовлення та прибивання підков), подорожнього готелю з корчмою, які обслуговували подорожуючих та візників, що прямували в напрямку Києва, або Василькова стародавнім Білоцерківським шляхом: Одеса — Київ — Москва — Санкт-Петербург.
Для виставкового центру були побудовані дволанкові автобусні поїзди марки «Київ». Перший зразок такого автопоїзда був виготовлений у липні 1957 року до відкриття виставки. Автопоїзди «Київ» були розраховані на 42 пасажири: 18 у тягачі та 24 у причепі. Періодично, проходячи капітальні ремонти, автопоїзди відпрацювали до кінця 1988 року.

## Історія виставки

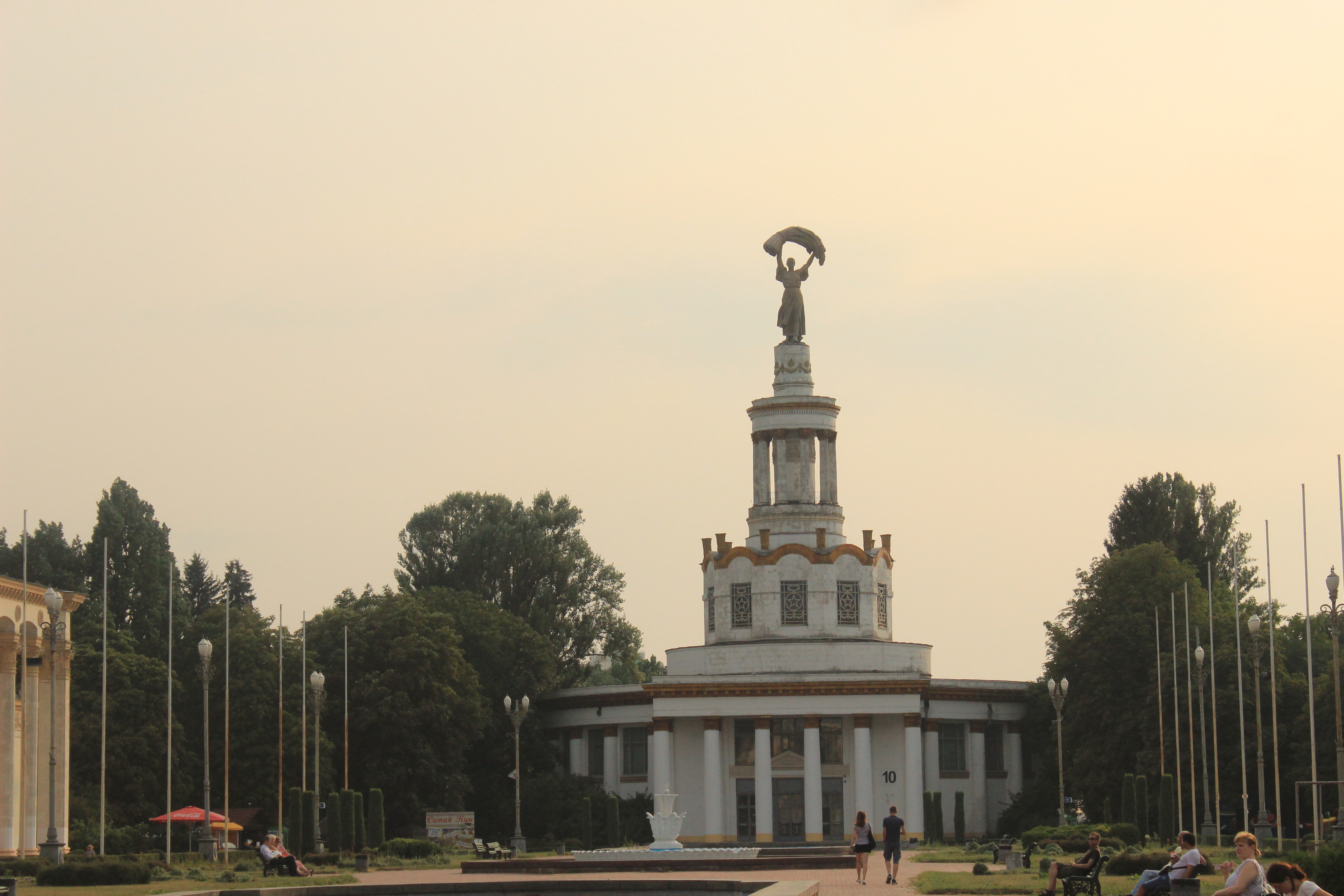
Тут планувався найвищий в Україні та Європі 50-метровий пам'ятник Йосипу Сталіну

Ідейним натхненником створення виставкового центру був Перший секретар ЦК Компартії України Микита Сергійович Хрущов. Він особисто робив доповідь керівнику СРСР Йосипу Сталіну відносно проєкту, в якому домінуючим елементом мав стати найвищий та найбільший в Україні та Європі пам'ятник керманичу Радянського Союзу.
У 1949 прийнято Постанову Ради Міністрів СРСР про спорудження в Києві Республіканської сільськогосподарської виставки. Використана велика територія Голосіївського лісу та приміського села Червоний шинок. Будівництво розпочалося 1952 й тривало 6 років.
Центр збудовано за проєктом архітекторів Бориса Жежеріна, Віталія Орєхова, І. Мезенцева, Анатолія Станіславського, Д. Баталова, інженера С. Малкіна у вигляді комплексу павільйонів, споруд, відкритих майданчиків для показу експонатів, будівель культурно-побутового призначення та місць відпочинку.
Офіційне відкриття виставки відбулося 6 липня 1958 року. Червону стрічку особисто перерізав Микола Підгорний — перший секретар Центрального Комітету Компартії України.
Напередодні відкриття вона перейменована у Виставку передових досягнень народного господарства УРСР. За час існування її назва неодноразово змінювалася. Після набуття Україною незалежності, отримала назву: Національний комплекс «Експоцентр України».
За час існування Виставки, її відвідали всесвітньо відомі постаті: генерал Де Голль, Йосип Броз Тіто, Маргарет Тетчер та інші.

### Експонат синього кита
Самка синього кита була у довжину 26 метрів та важила 140 тонн. Її добули в Антарктиці, а до відправлення в Київ скелет зберігали у Севастополі у спеціально виритому котловані. Його відправили на залізничній платформі з відкритими бортами.
Після приїзду скелет помістили у павільйон № 11 під назвою «Багатства моря». Тут була чимала експозиція, що розповідала про першу українську експедицію до Атлантики. Можна було побачити десятиметрову діораму про підводний світ океану, дізнатися цікавинки про морську флору й фауну, побачити муляжі пінгвінів та інших птахів. У павільйоні також були представлені моделі риболовецьких суден і вироби з дарів моря — консерви, ліки, парфуми.
У 1970-х скелет вирішили винести назовні та встановити перед входом до павільйону, в якому мала змінитися експозиція. Змінився й муляж кита — його обернули руберойдом, і вже на вулиці його могли побачити всі охочі аж до початку 90-х років. У ті буремні роки експонати могли щезнути, а потім вигулькнути у несподіваному місці. Так пропав і синій кит.

### 60-річний ювілей
6 липня 2018 року виповнилося 60 років з дня відкриття виставкового центру. З нагоди ювілею відбулися урочисті заходи. Колектив експоцентру привітав керівник Державного управління справами Іван Куцик.

## Архітектурні особливості
Центральна площа експоцентру є єдиним архітектурно-палацовим комплексом в Україні та Європі, де представлено усі традиційні архітектурні ордери (доричний, іонічний, коринфський, тосканський, композитний. Всі основні павільйони визнані пам'ятками архітектури національного значення й офіційно внесені Урядом та Міністерством культури і мистецтв України до реєстру нерухомих пам'яток України.

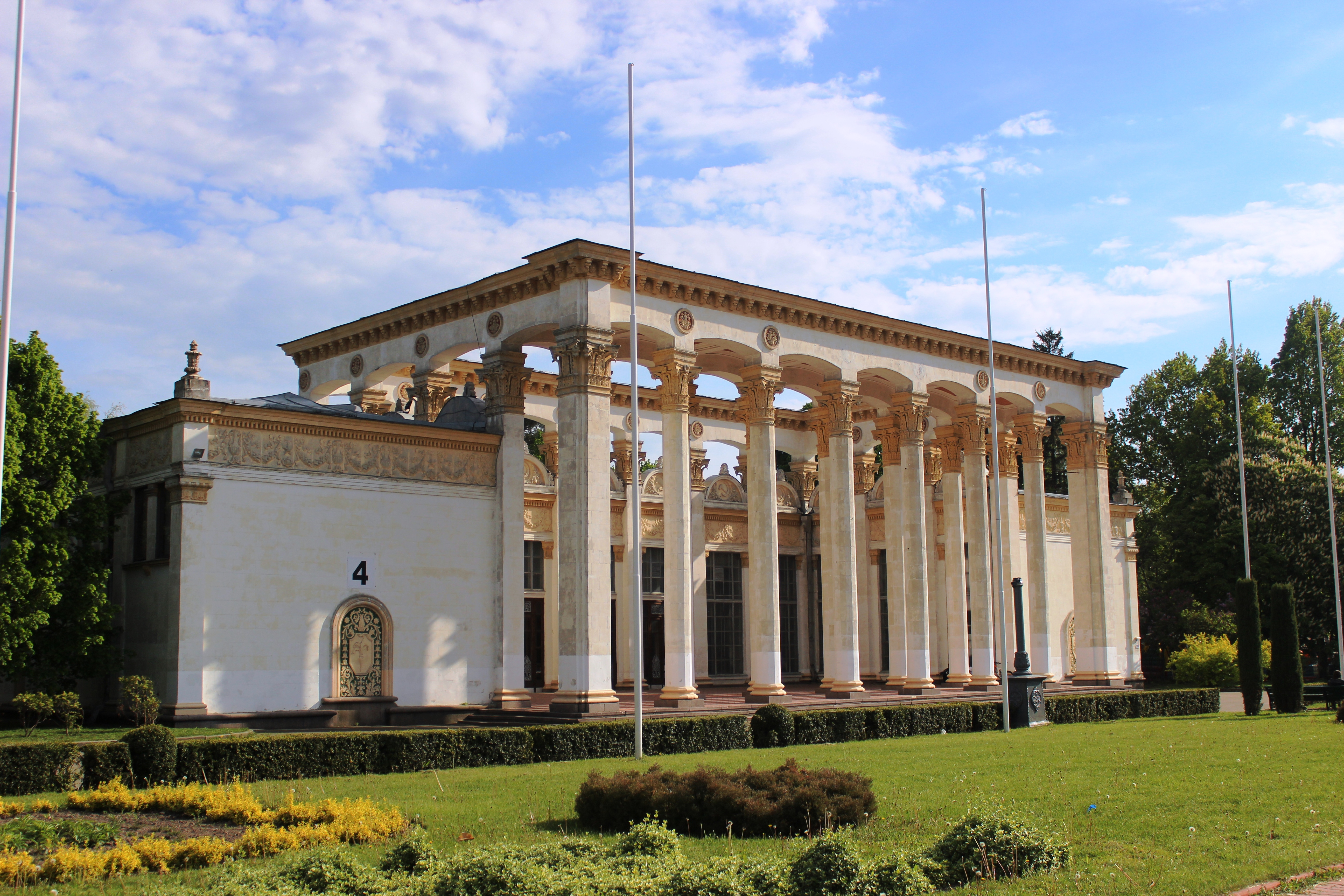
4 павільйон
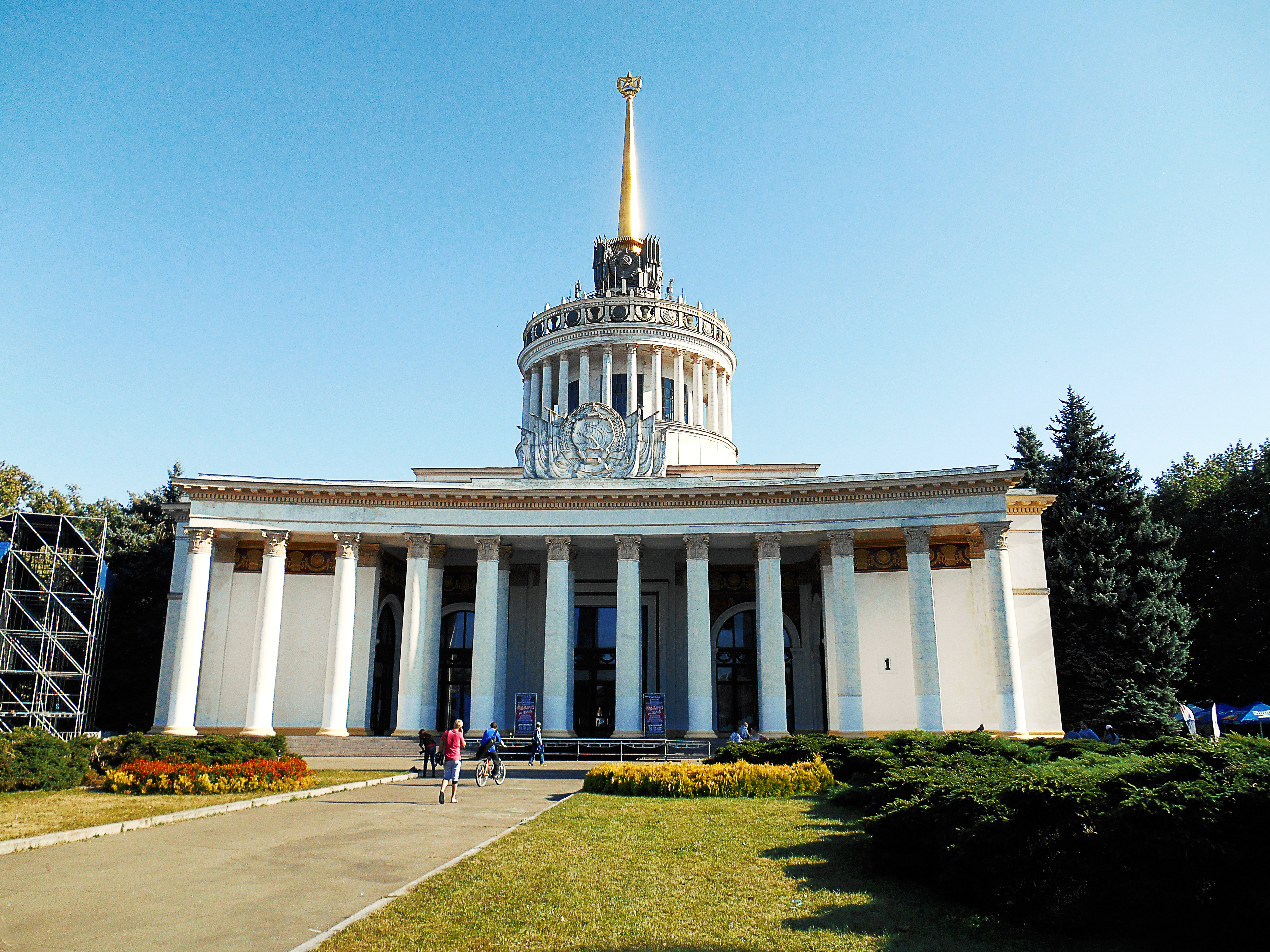
1 павільйон
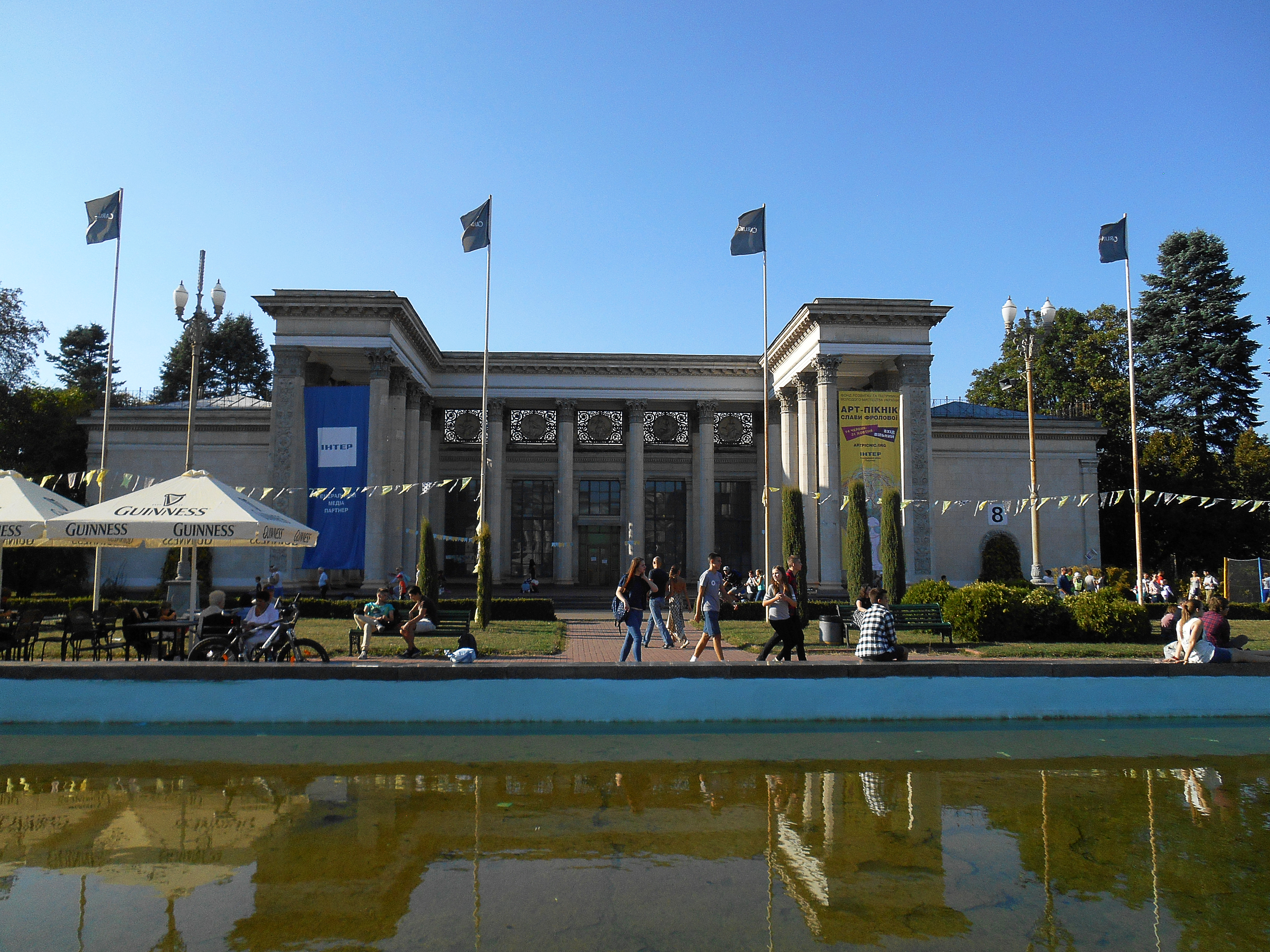
8 павільйон
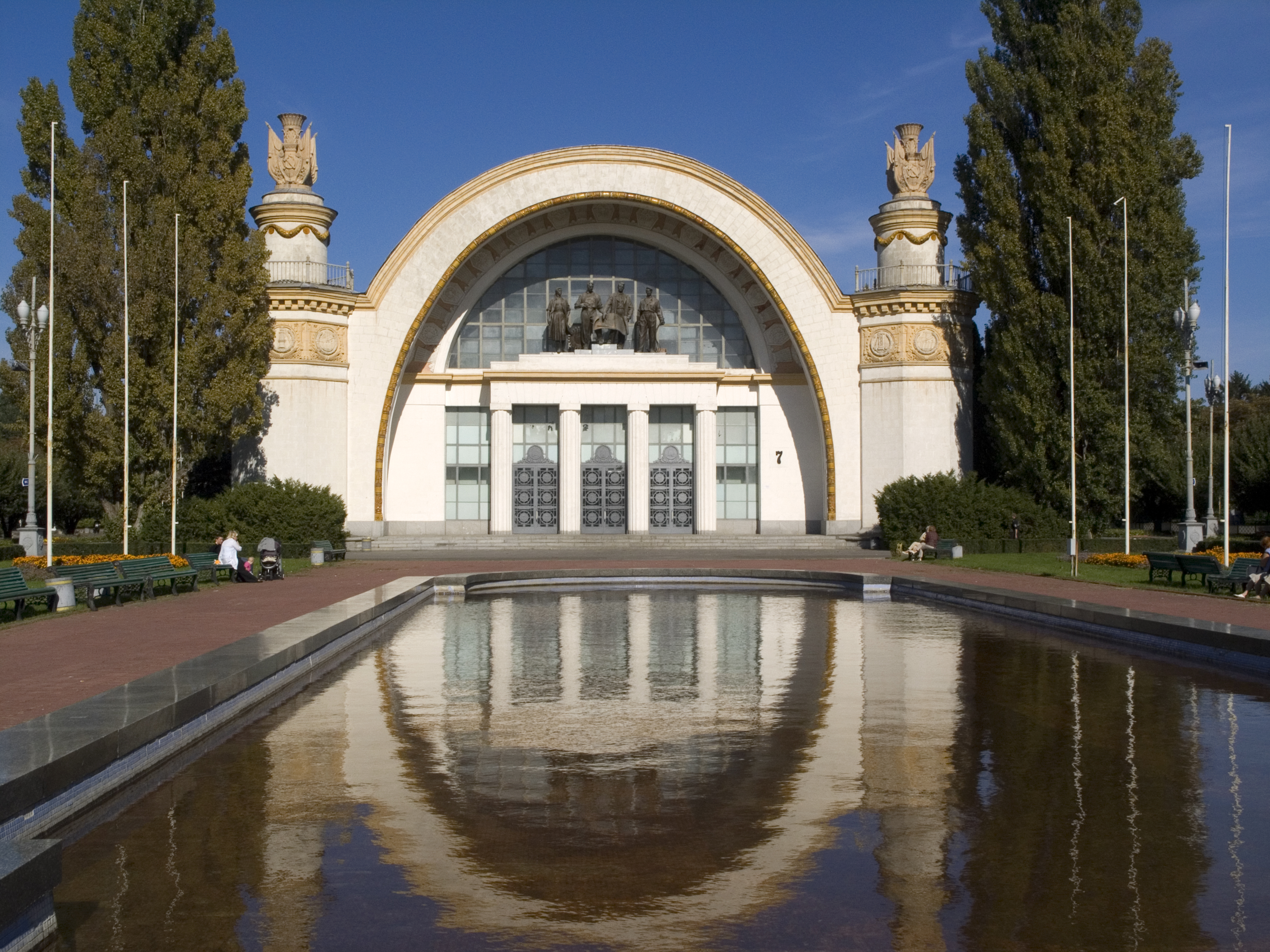
7 павільйон

## Головний павільйон

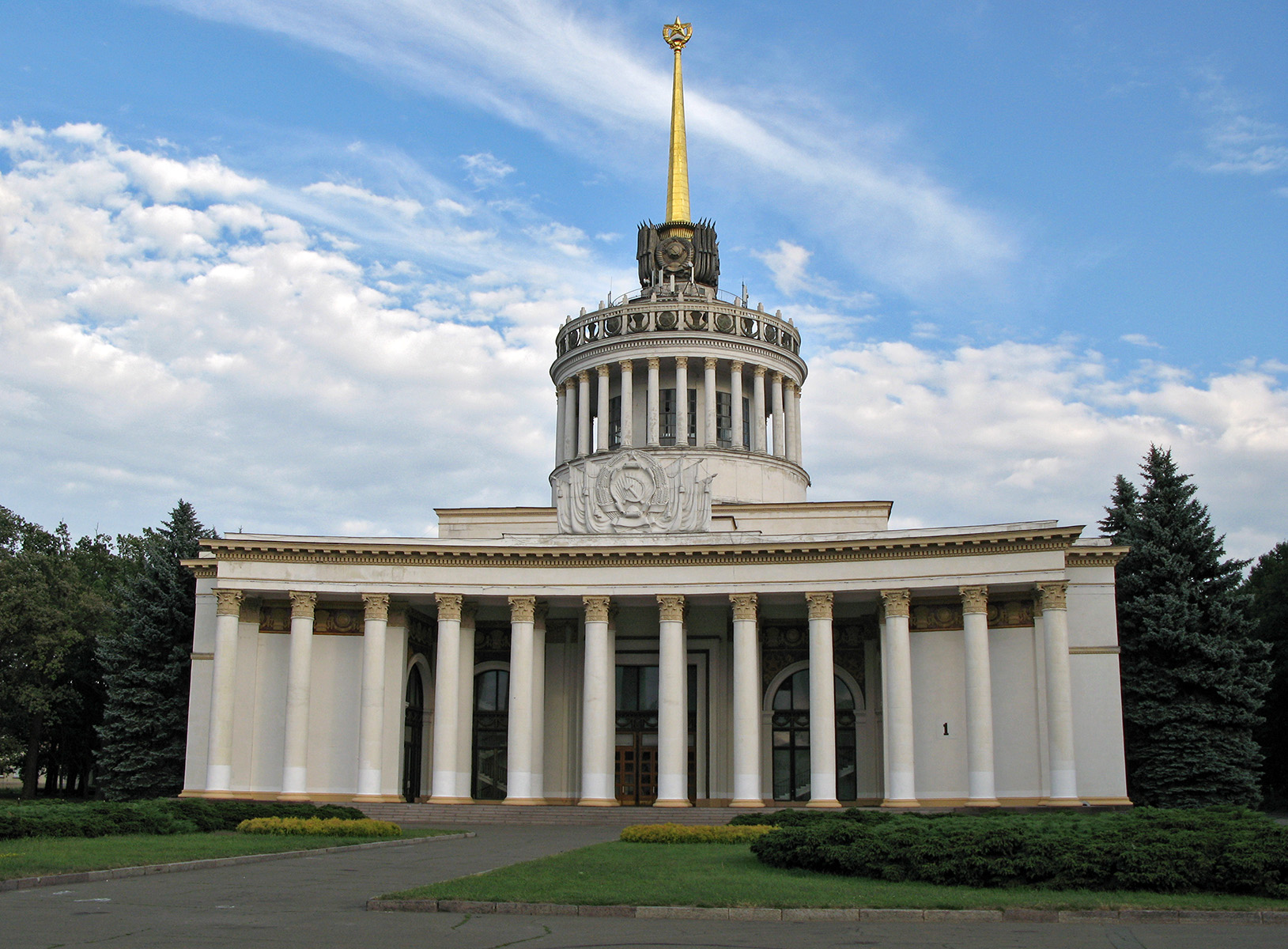
Головний павільйон

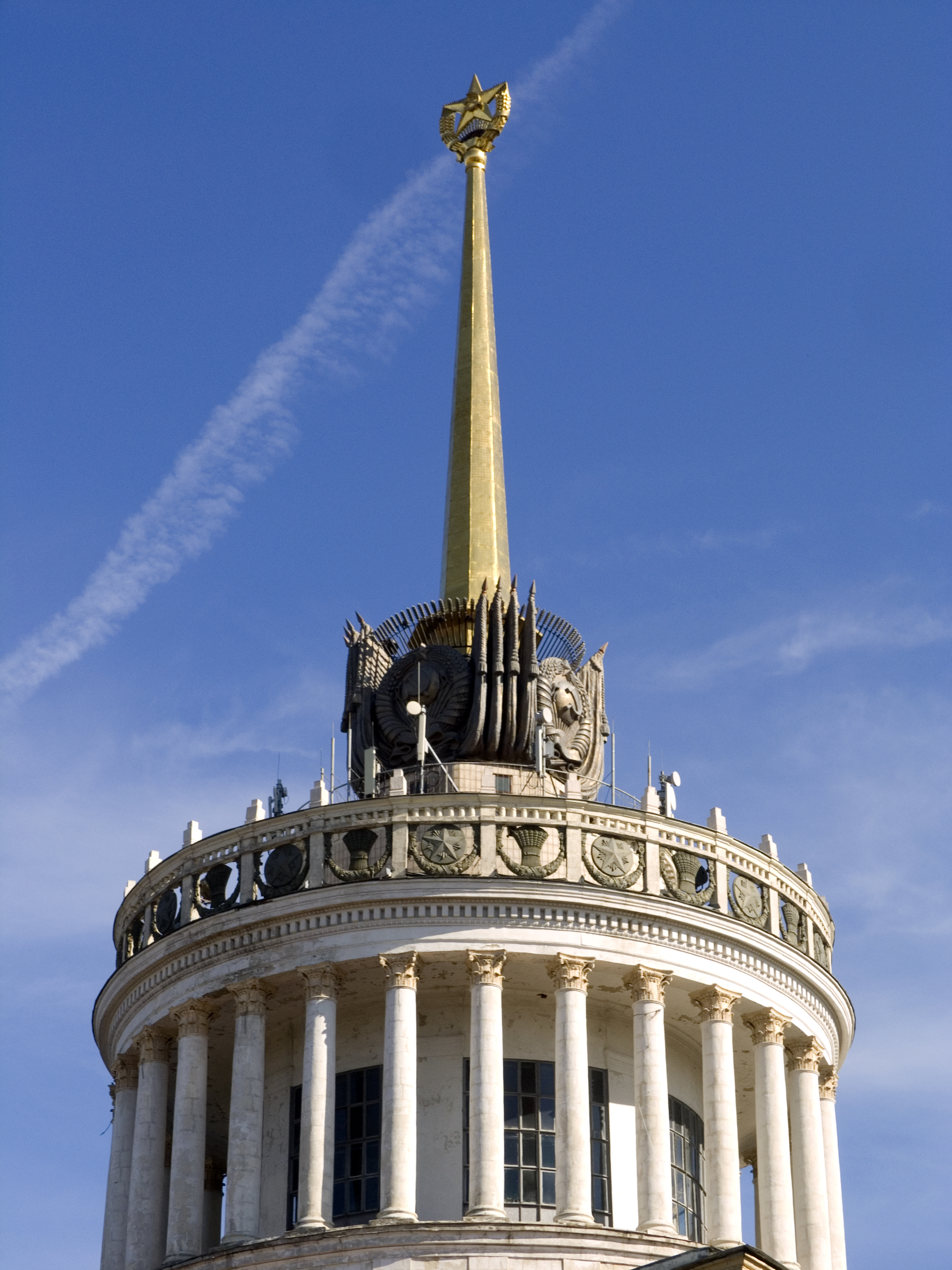
Шпиль головного павільйону в Києві

Головний павільйон є центральною домінантною архітектурною спорудою Експоцентру. Його архітектором був Борис Жежерін, втор будівлі Центрального Комітету Компартії України (наразі приміщення Адміністрації Президента України) та знаменитого палацу-санаторію «Конча-Заспа».
Павільйон побудований у стилі «урочистий сталінський комуністично-радянський монументалістський ампір із давньовавилонською стилізацією»[джерело?]. Він являє собою монументалістський палац, дугоподібний фасад якого складається з 18 великих іонічних колон, увінчаних викружним портиком та Антаблементом з гербом УРСР на просторому 11-ти метровому порталі. Задня частина палацу складається з 8 могутніх іонічних колон. Немов величезна корона, приміщення увінчує могутня ротонда з 24 іонічних колон (за кількістю областей України на той час), на кожній з яких розташована радянська символіка Української РСР. На ротонді розташовано металевий 25-метровий шпиль, на оздоблення якого пішло декілька кілограмів сусального золота.
Основні елементи величного палацу з позолоченним шпилем нагадують подібний на головному павільйоні ВДНГ у Москві, який побудований у 1954 році.
У свою чергу, ідея позолоченного шпилю запозичена з ідентичних у Головному адміралтействі та Петропавлівської фортеці Санкт-Петербургу, споруджених у XVIII—XIX століттях, що мало наочно стверджувати могутність, вічність та спадкоємність Російської імперії, а також радянсько-комуністичної імперії — Радянського Союзу.
Висота головного павільйону експоцентру сягає 75-ти метрів. Він вважається наймонументальнішою цивільною спорудою ротондного типу в Києві, усій державі та Європі і є пам'яткою архітектури радянсько-комуністичного періоду.
16 листопада 2021 року Кабінет Міністрів України присвоїв головному павільйону та головному входу Експоцентру категорію пам'ятки національного значення.

## Павільйони
У радянський час виставка поділялася на три основні розділи постійних експозицій:
- промисловість, будівництво, транспорт (14 павільйонів: № 3 «Металургія» (арх. М. Гречина, Є. Міхневич), № 5 «Електрифікація» (арх. І. Мєзенцев, М. Губов), № 7 «Машинобудування та приладобудування» (арх. І. Мєзенцев, Н. Савченко, М. Губов, інж. І. Куц), № 9 «Міжгалузеві виставки» (1974), № 11 «Багатства моря» (1963; добудова 1977), № 13 «Вугільна промисловість» (1967), № 15 «Геологія» (1974), № 17 «Будівництво» (1958; арх. Г. Кислий, М. Губов, інж. І. Куц), № 19 «Товари народного споживання» (1974), № 21 «Хімічна промисловість» (1958), № 27 «Автотранспорт» (1958; добудований 1977), № 26 «Протипожежний захист» (1976), № 31 «Авіація» (1969))
- сільське господарство (14 павільйонів: № 2 «Тваринництво» (арх. М. Катернога, Я. Ковбаса, М. Гончар), № 4 «Сільгоспнаука та землеробство» (арх. К. Джанашія), № 6 «Технічні культури» (арх. Д. Бойченко, В. Сороколіт), № 8 «Городництво, садівництво та виноробство» (арх. Д. Баталов, В. Гнєздилов), № 10 «Зернові та олійні культури» (арх. В. Єлізаров, І. Ланько), № 12 «Механізація та електрифікація сільського господарства» (1970, арх. Ю. Непомнящий, інж. В. Третяк), № 14 «Конярство» (1958), № 20 «Велика рогата худоба» та «Свинарство» (1958), № 24 «Кролівництво» (1958), № 26 «Вівчарство» (1958), № 173 «Птахівництво» (1958), № 28 «Квітництво та озеленення» (1958), № 29 «Гідрометереологія та контроль навколишнього середовища» (1958), «Теплично-парниковий комбінат» (1958))
- наука і культура (5 павільйонів: № 16 «Народні художні промисли» (до 1974 — «Велика рогата худоба»), 1958), № 18 «Наочна агітація» (до 1974 — «Свинарство»), 1958) та «Профтехосвіта», № 22 «Народна освіта» (до 1974 — бібліотека-читальня), 1958), № 23 «Наука» НАН України (1958)).
- допоміжні підрозділи: ресторани «Прага» (1956, до 1959 — «Лебідь»), «Літо» (1958) та «Островок» (1958; з 1967 — лабораторія Мінхарчопрому), кафе «Весна» (1958) та «Ясени» (1958, до 1970-х — їдальня «Фестивальна»), кінотеатр «Прогрес» (в павільйоні № 6), зелений театр (1958), гастроном (1958), філія універмагу, поштове відділення і ощадна каса, пожежна частина, інкубаторій тваринницького містечка (павільйон № 25, 1958), молочарня, ветлікарня та вивідний круг для демонстрації худоби, медамбулаторія, будинок лісника, водонапірна башта (1958).

В архітектурі павільйонів основної площі виставкового центру використано древні: вавилонський, римський, єгипетський та грецькі архітектурні стилі, з широким використанням комуністично-радянської символіки. Всі споруди визнано пам'ятками архітектури радянського періоду історії України.
Серед споруд та об'єктів, що не збереглися до нашого часу, були «Зелений театр» (згорів 1996), автопавільйон (1958, знесений у 1970-ті), майданчик атракціонів (демонтовано у 1990-х роках), фрагмент монорейкової дороги, фрагмент електрифікованої залізниці та фрагмент тунелю метро (все демонтоване 1972), пасіка та агрохімлабораторія. Також ліквідовано 3 рибні ставки.

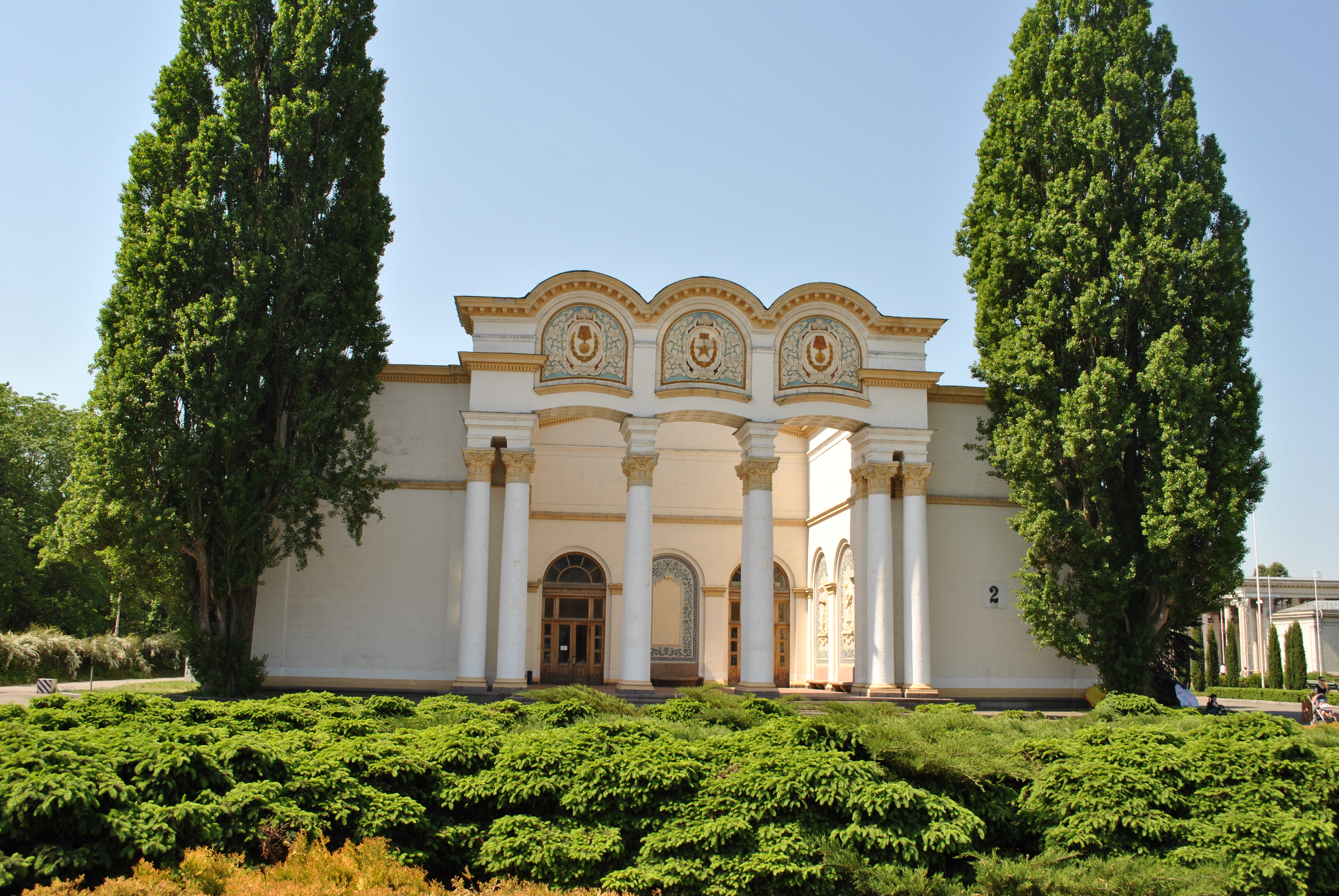
Павільйон № 2 «Тваринництво»
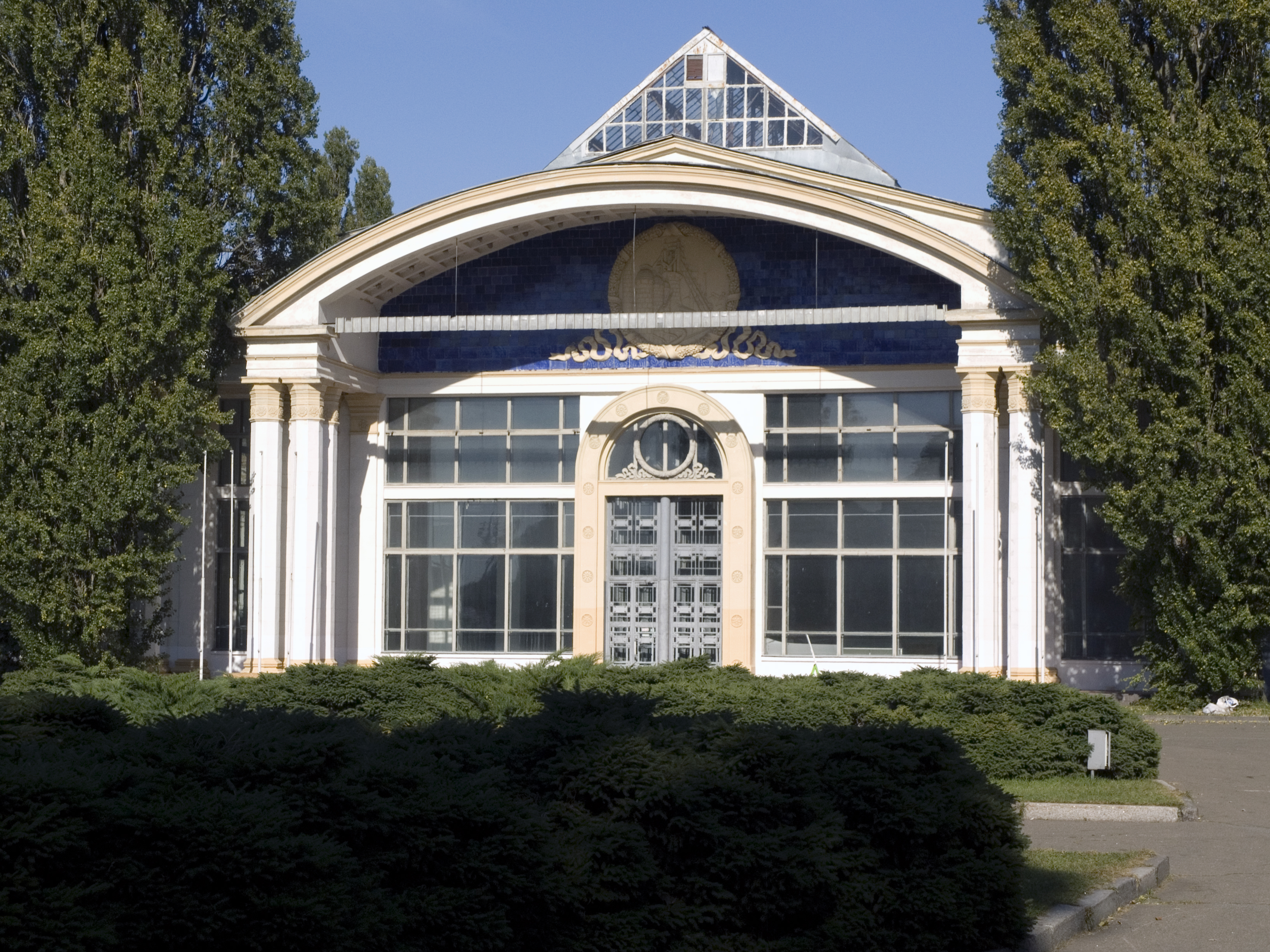
Павільйон №3 «Металургія»
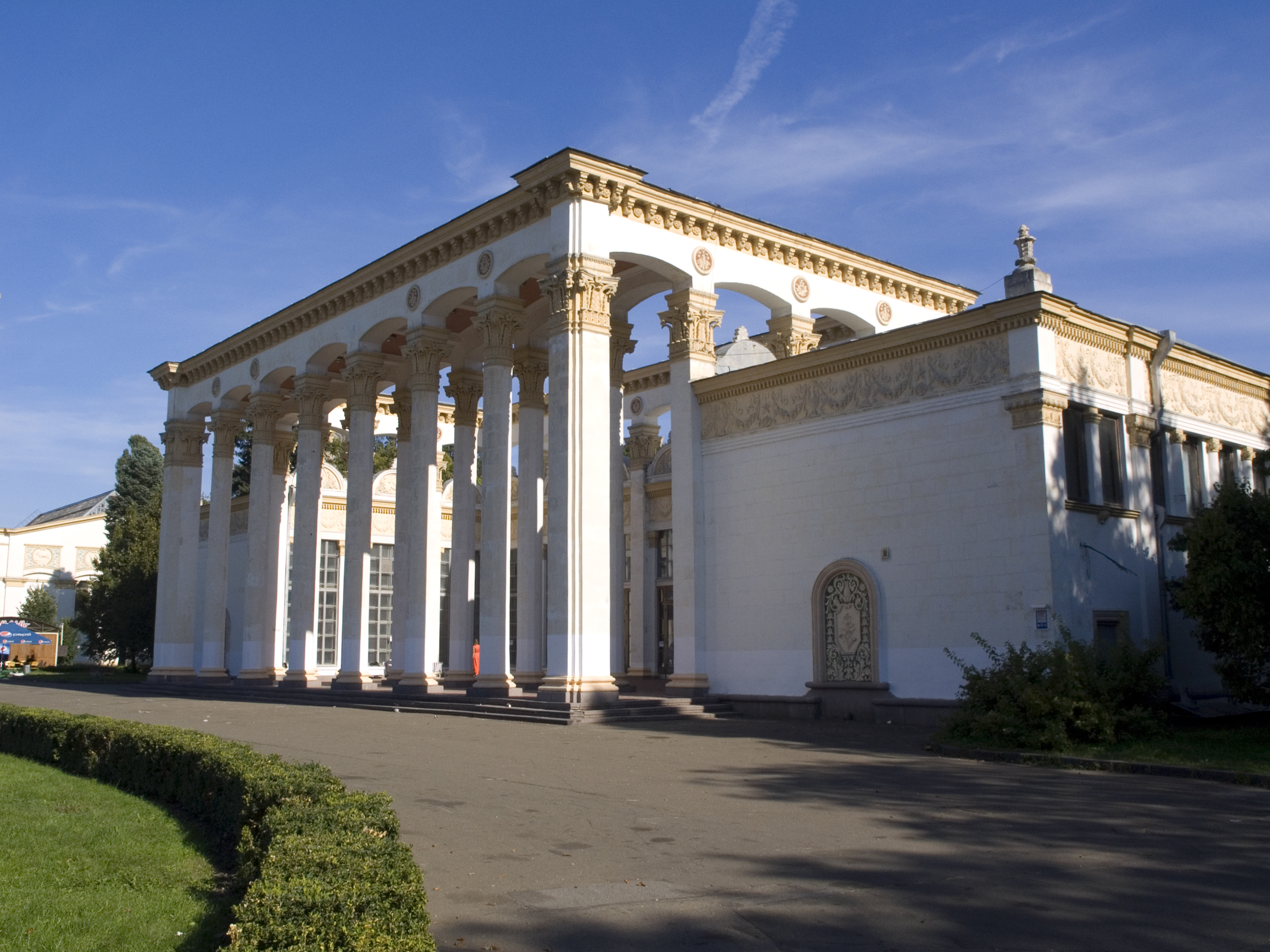
Павільйон № 4 «Сільгоспнаука та землеробство»
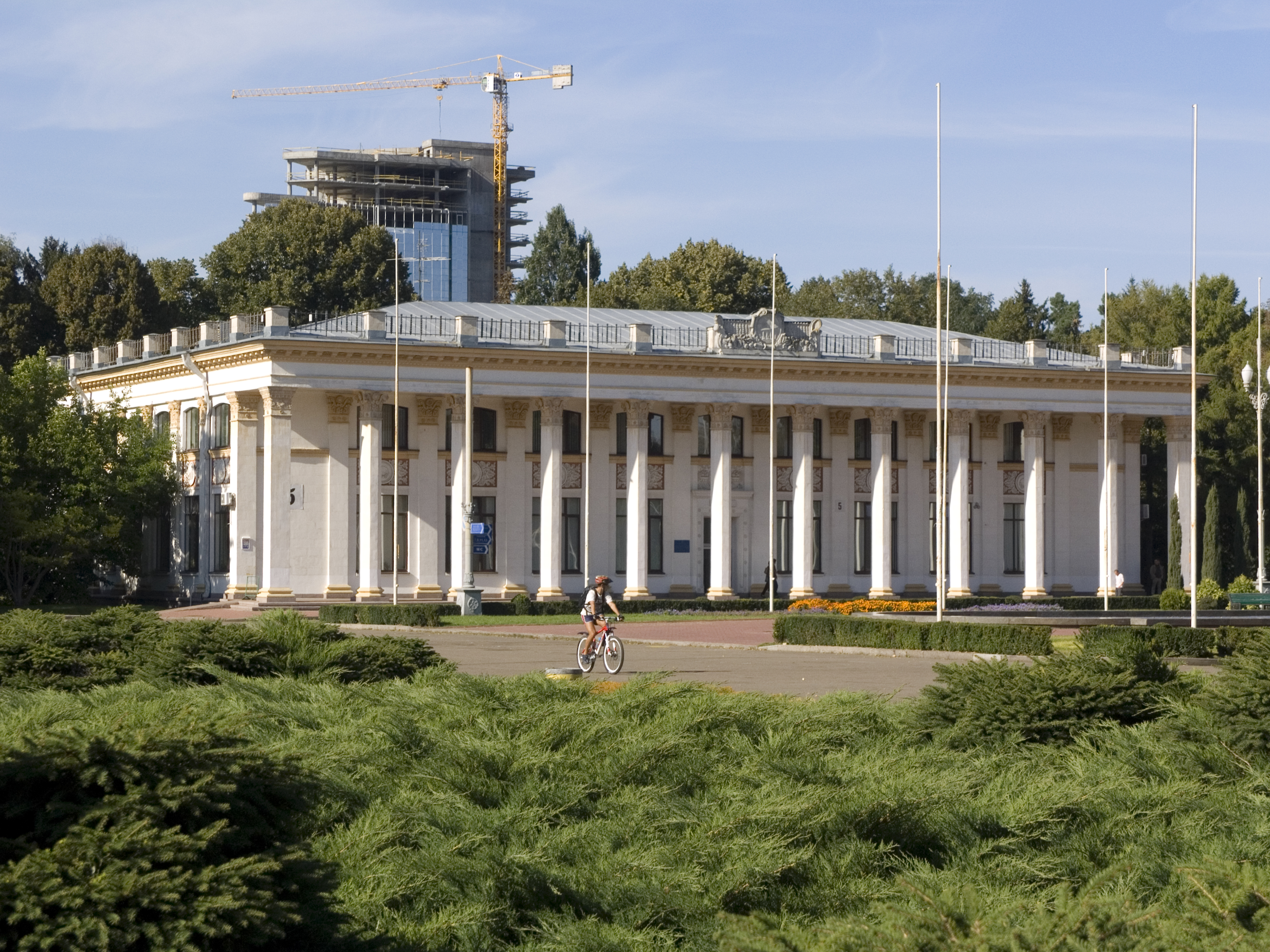
Павільйон № 5 «Електрифікації»
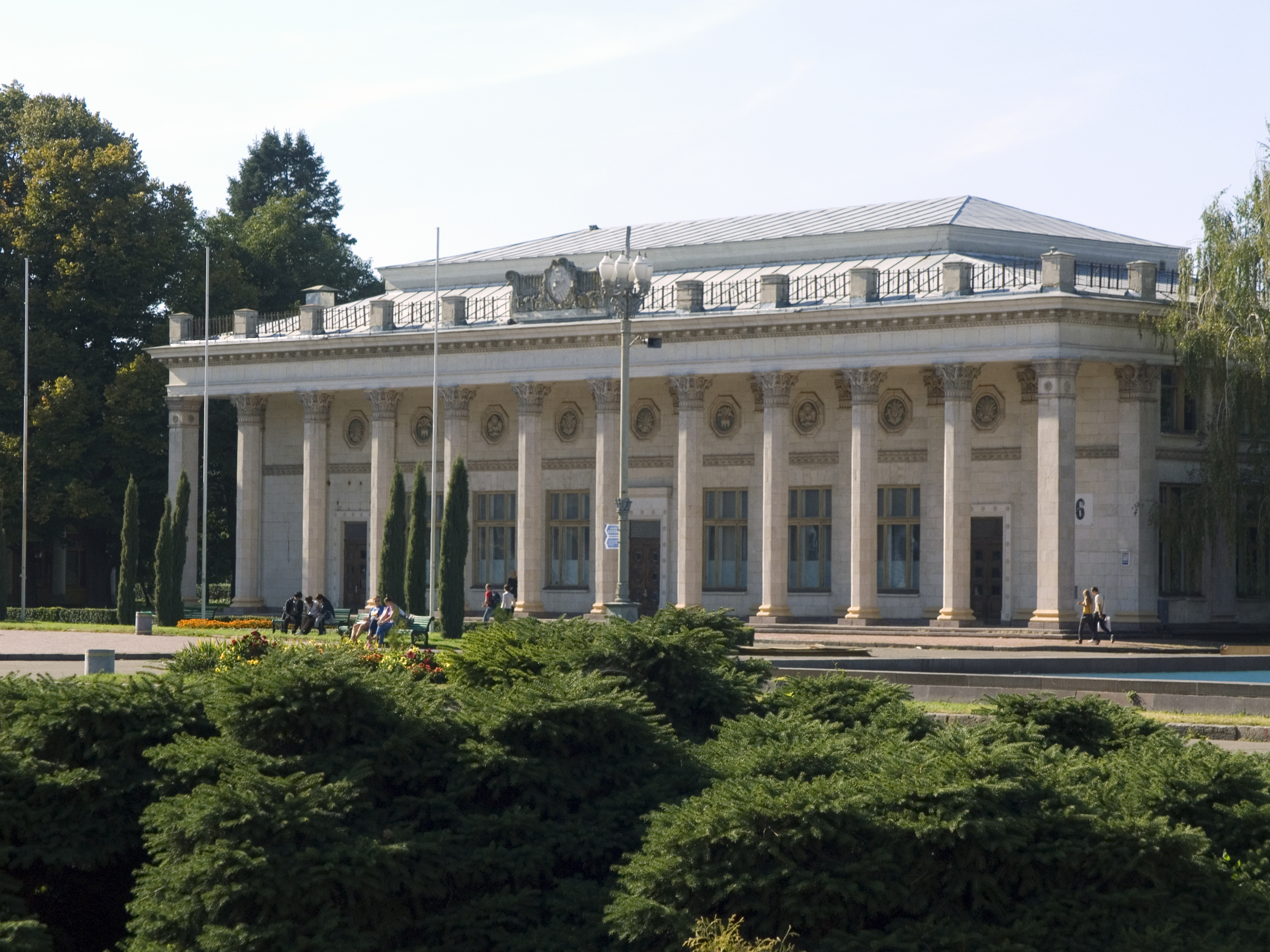
Павільйон № 6 «Технічні культури»
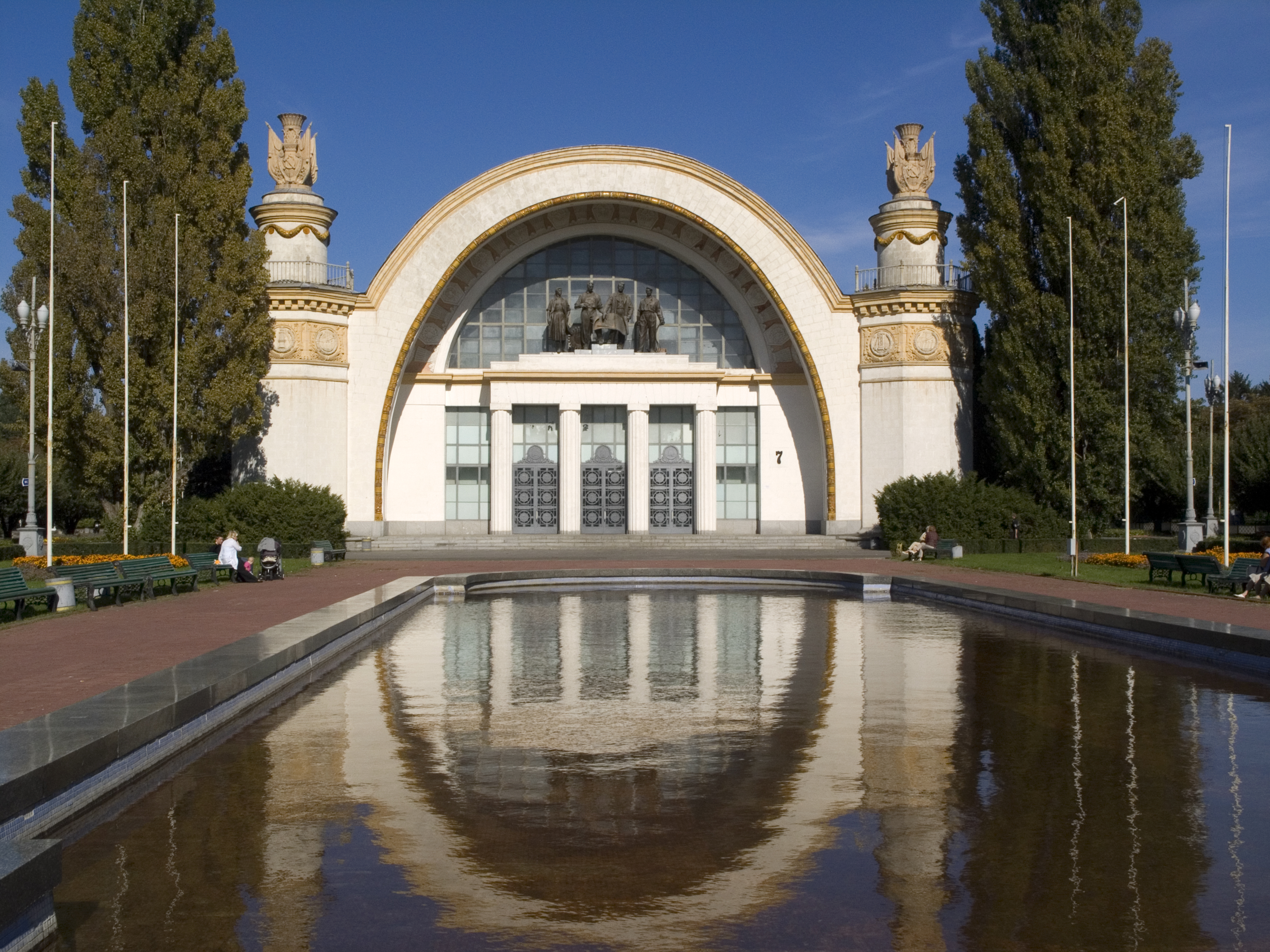
Павільйон № 7 «Машинобудування»
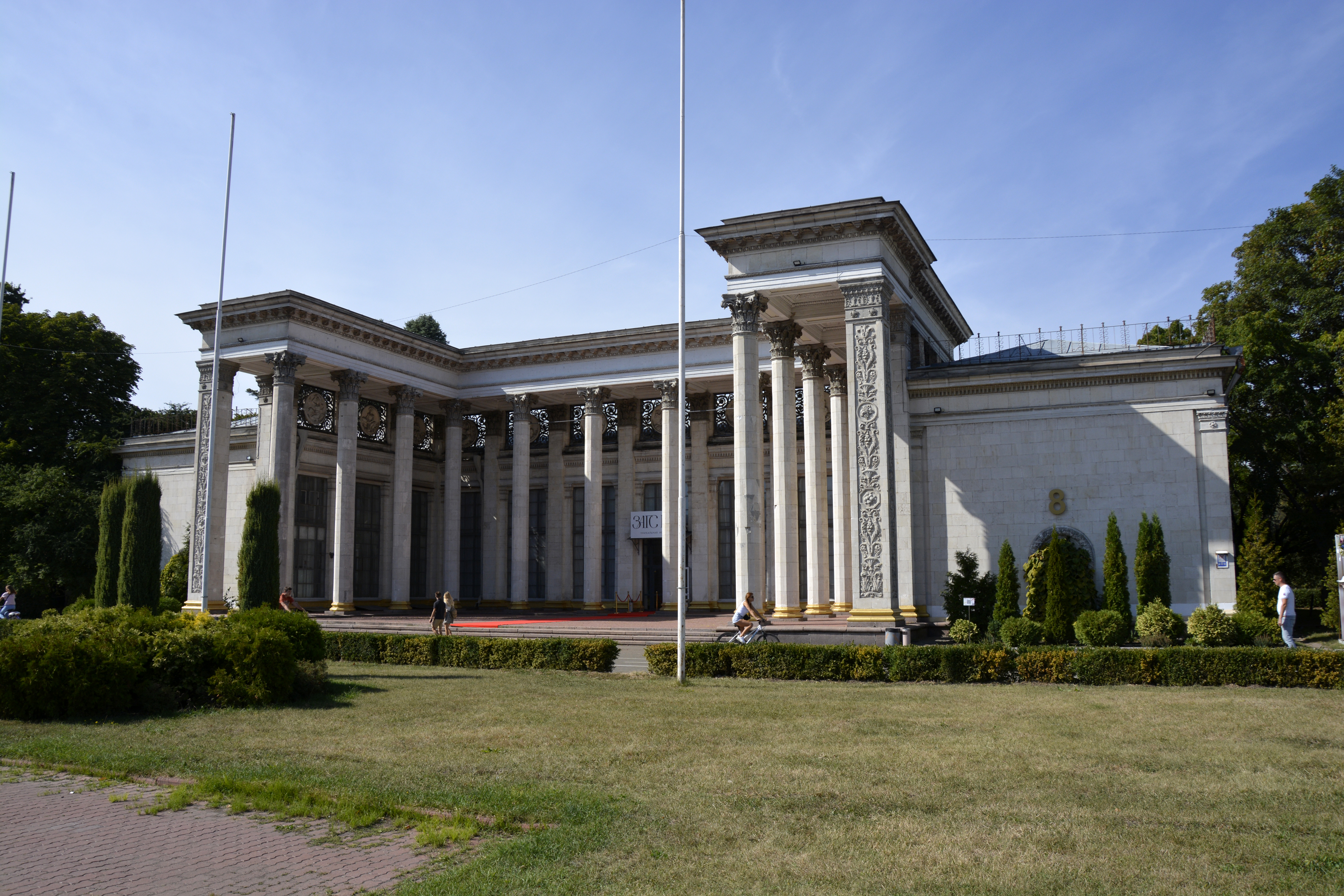
Павільйон № 8 «Овочівництво і садівництво»
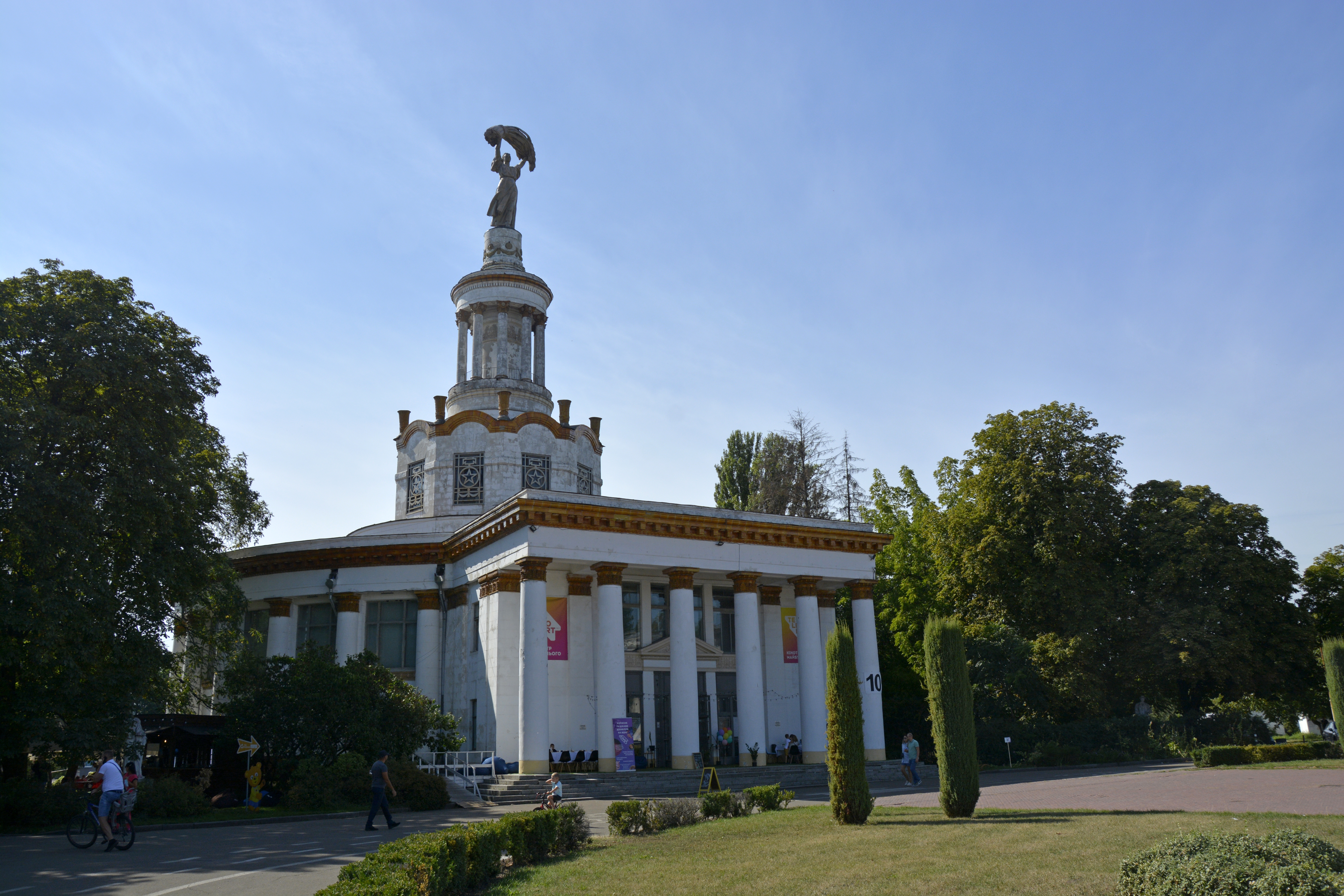
Павільйон № 10 «Зернові культури»

## Малі архітектурні форми

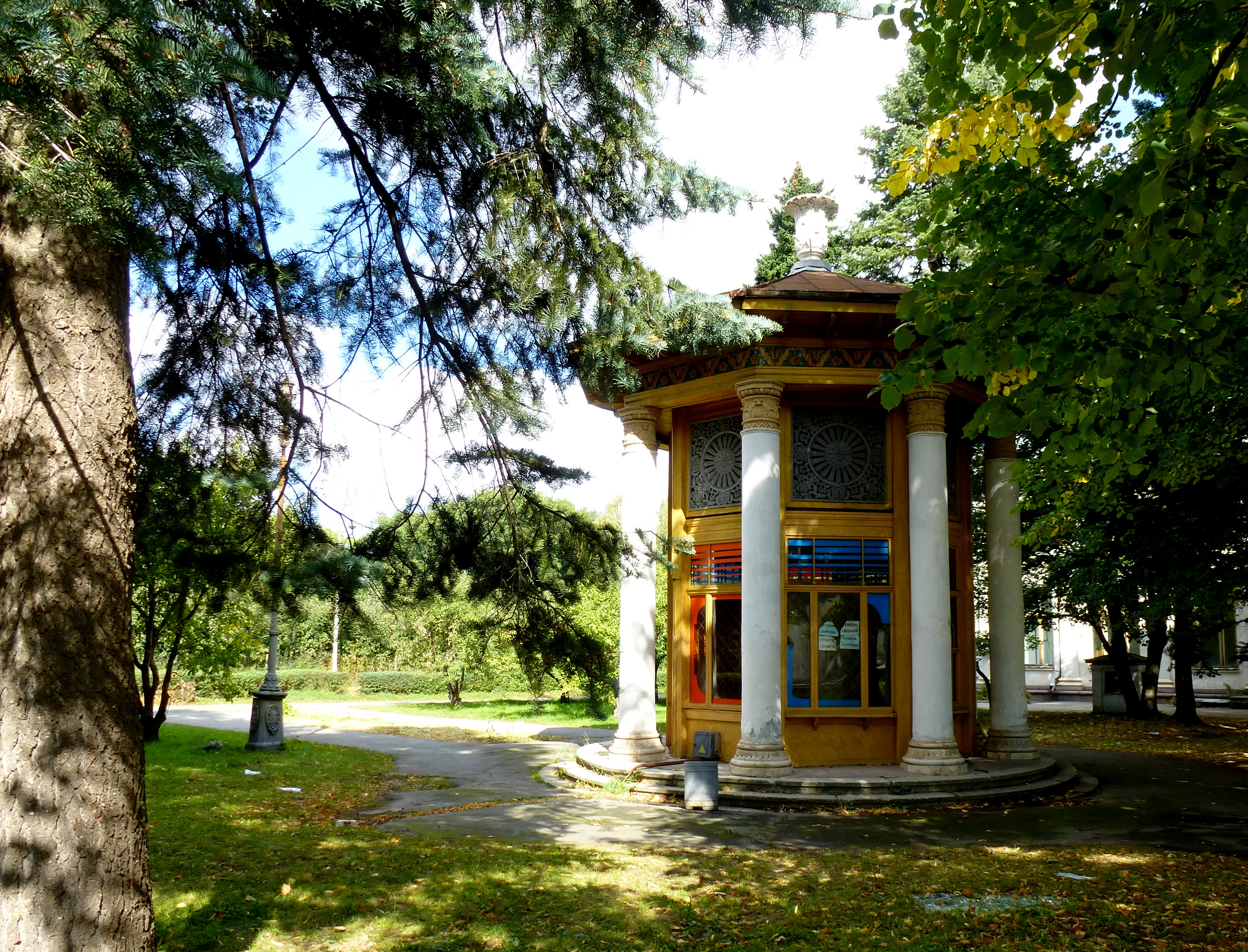
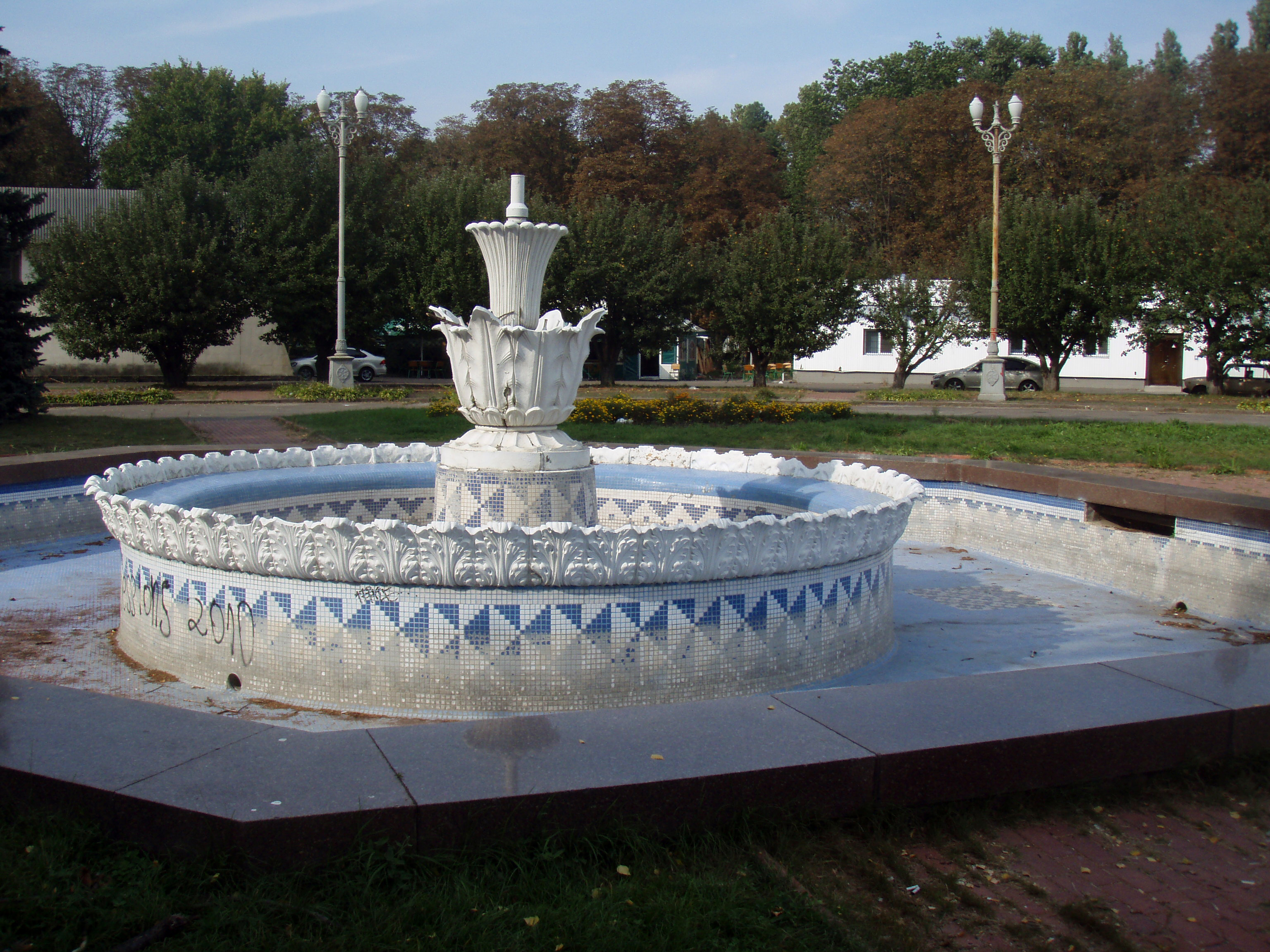
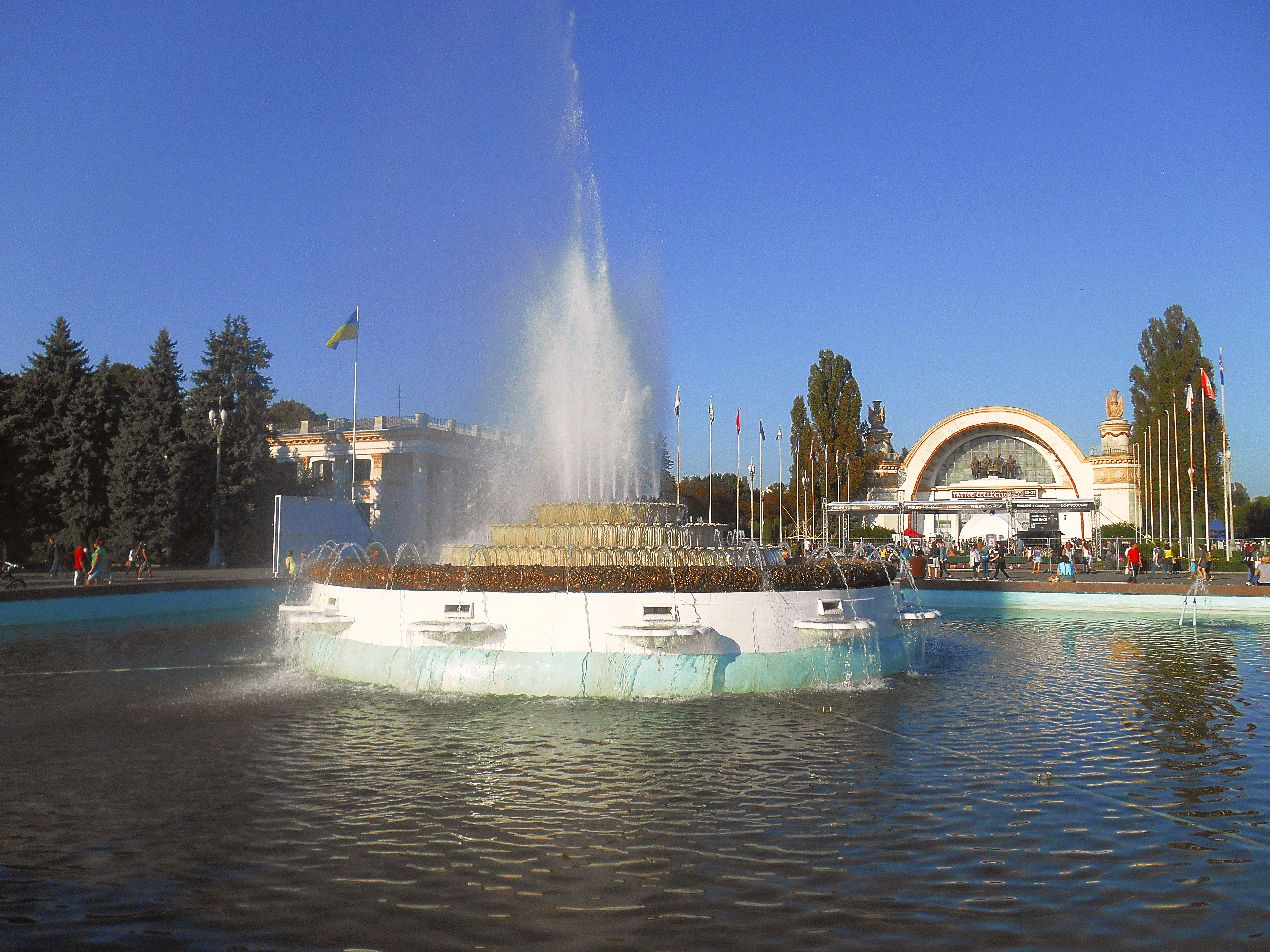

Одночасно зі спорудженням павільйонів збудовано головний фонтан, а також фонтани на головній площі, фонтан «Сніп» біля ресторану «Літо» та фонтан біля зеленого театру. Також біля головної площі розташовані 2 кіоски (в минулому для продажу іграшок та сувенірів, а тепер — насіння). Біля павільйону зернових та олійних культур споруджено 4 паркові скульптури робітників та робітниць. 3 паркові скульптури у лісопарковій частині зображають ведмедів.

## Невтілені проєкти
1979 року розроблено ряд проєктів нових павільйонів: «Транспорт», «Меліорація та водне господарство», «Охорона природи та охорона здоров'я», «Рибне господарство», «Квітникарство та озеленення», 1980 — проєкт Будинку урядових прийомів. З усіх проєктів жоден не реалізовано. Про ці плани нагадує недобудований павільйон «Транспорт».

## Сучасна виставкова діяльність

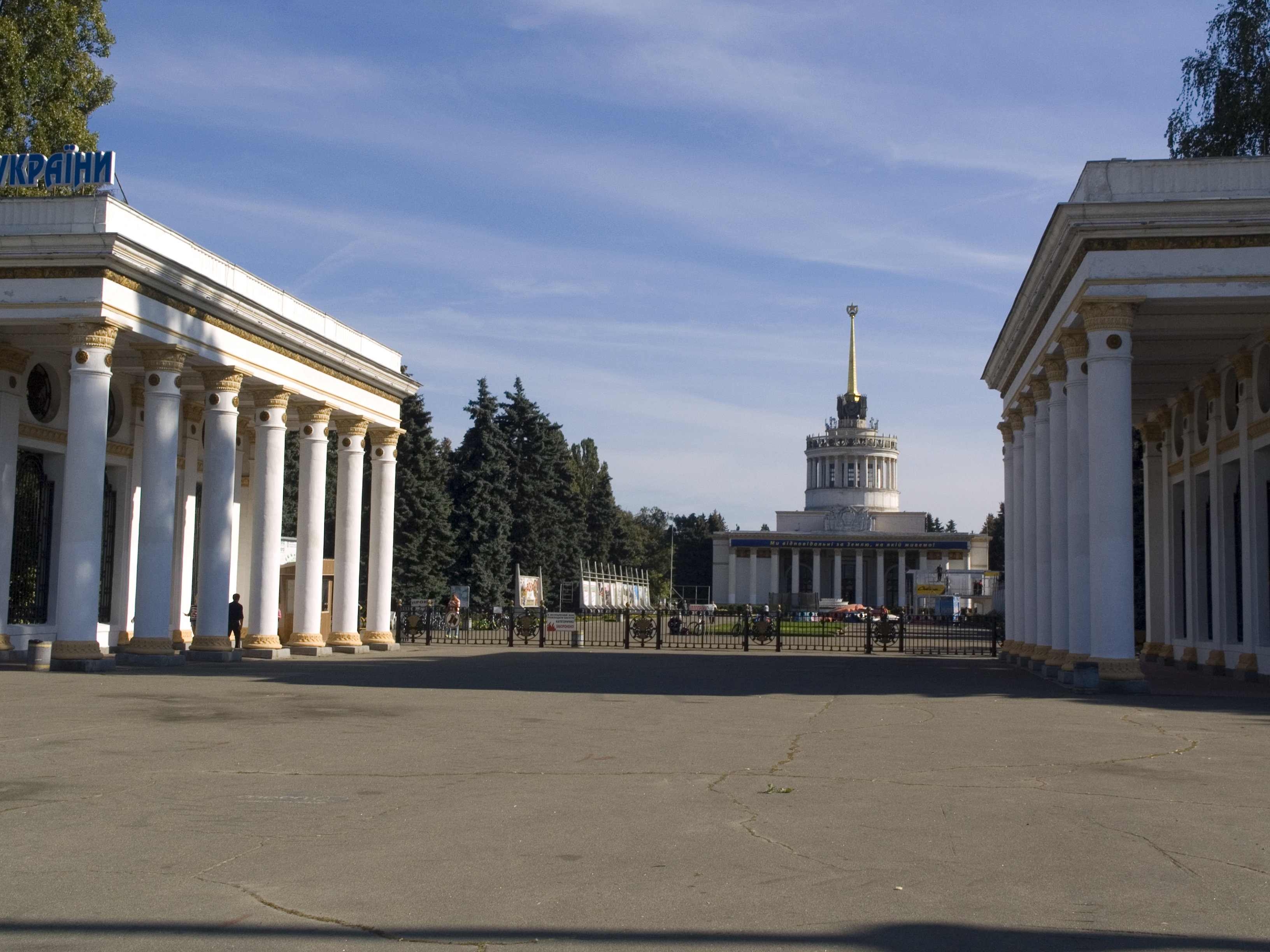
Головний вхід

Сьогоднішній Експоцентр не має постійних експозицій, а займається виставковою діяльністю. Під виставки в основному задіяні павільйони навколо головної площі (№ 1, 2, 3, 4, 7, 8, 9, 10, 11, 12, 13, 17), а територія колишньої сільськогосподарської виставки майже не задіяна (більшість павільйонів здається в оренду). В павільйоні № 5 — дирекція Експоцентру і відділення банку, № 6 — біржа.
«Експоцентр» є членом Світової Асоціації Виставкової Індустрії (UFI), Виставкової федерації України (ВФУ).
Експоцентр України — організатор заходів загальнодержавного рівня, що підтримуються урядом України, галузевими міністерствами і комітетами. Від 2000 року Експоцентр України є організатором колективних експозицій українських підприємств у міжнародних виставках-ярмарках: «Пекінський тиждень високих технологій», «Пекін-Ессен-зварювання» (Китай); «Багатогалузевий ярмарок в Салоніках» (Греція), «В'єтнамський міжнародний промисловий ярмарок» (В'єтнам), Ганноверський ярмарок «Ганновер-Мессе», «Зелений тиждень-2006» (Берлін, Німеччина).
Національний комплекс «Експоцентр України» був Генеральним розпорядником української експозиції у Всесвітній виставці «Експо-2005» (Японія). У 2007 році організовує участь українських підприємств на міжнародних виставках у Білорусі, Ірані та Російській Федерації. Експоцентр проводив національні виставки іноземних держав на власній території, зокрема: Єгипту, Ірану, Італії, Кореї, Росії.

## Рекреаційно-паркова зона
Понад 200 гектарів території Експоцентру займає простора зелена зона з парковими та лісовими насадженнями, фруктовими садами та трав'яними полями, озерами, дитячими та спортивними майданчиками. Разом з Голосіївським лісом, Експоцентр є однією з найбільших рекреаційних зон столиці України.

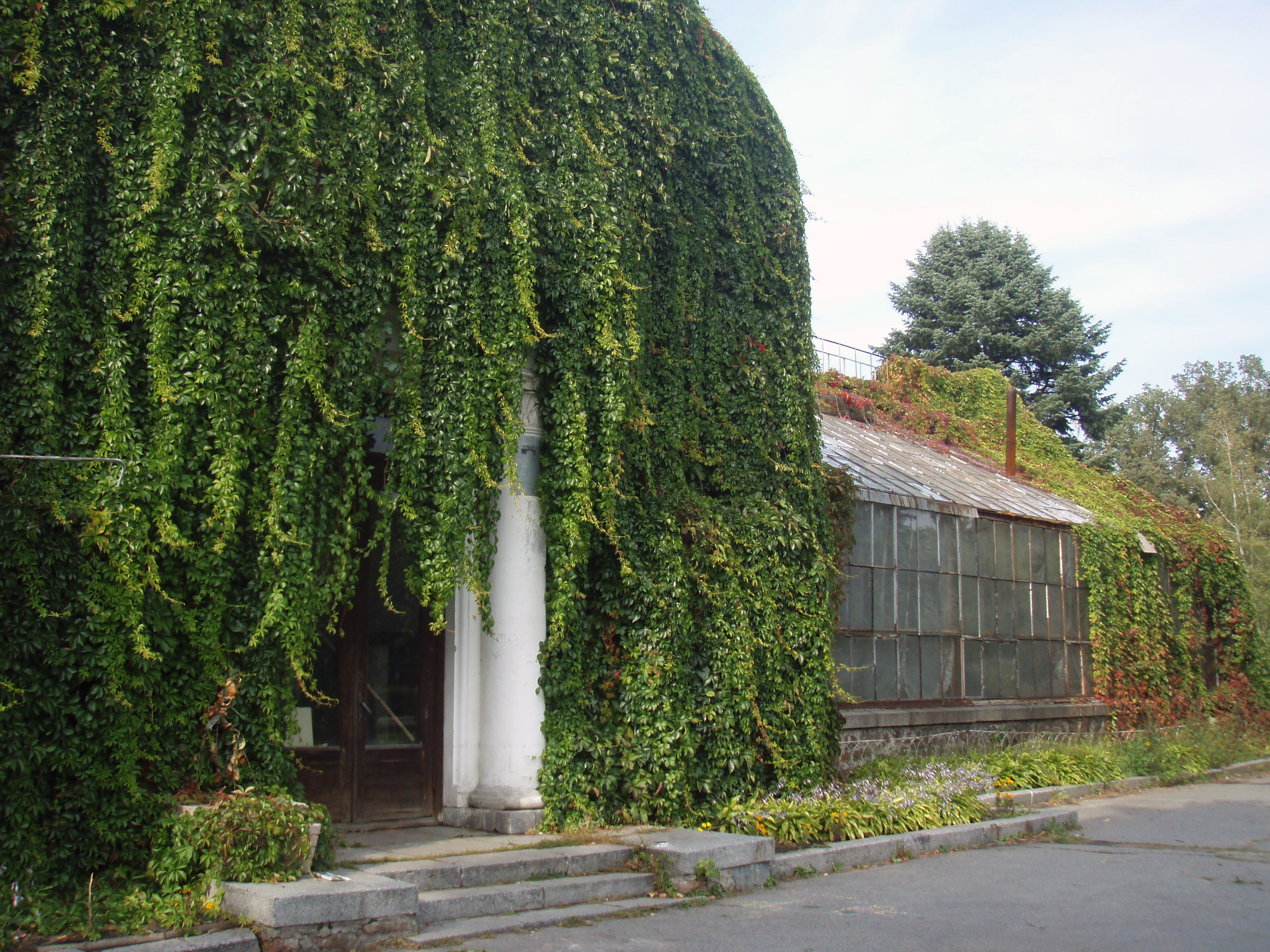
Знаменита оранжерея з тропічним садом
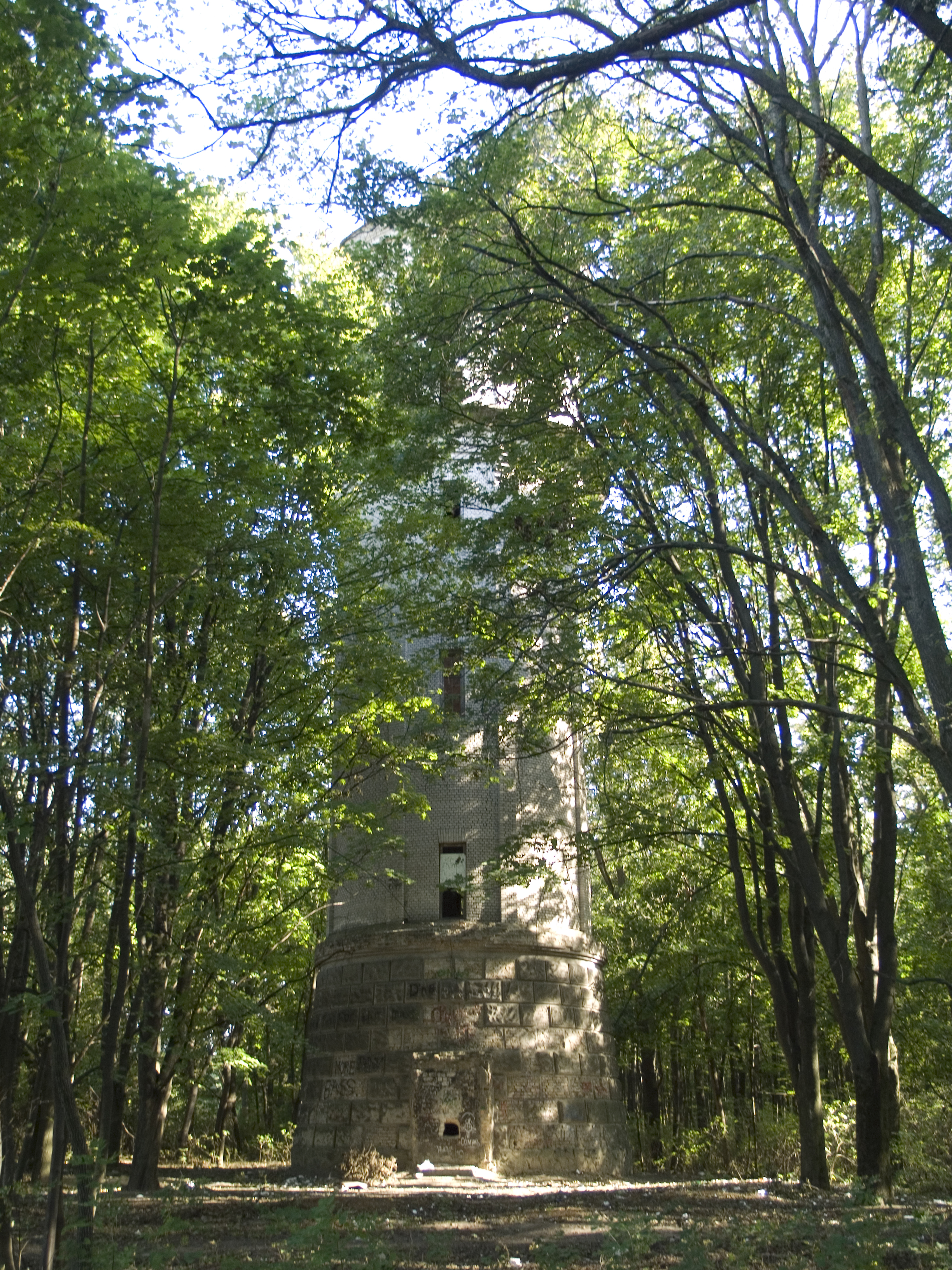
Стара водонапірна башта є пам'ятником архітектури
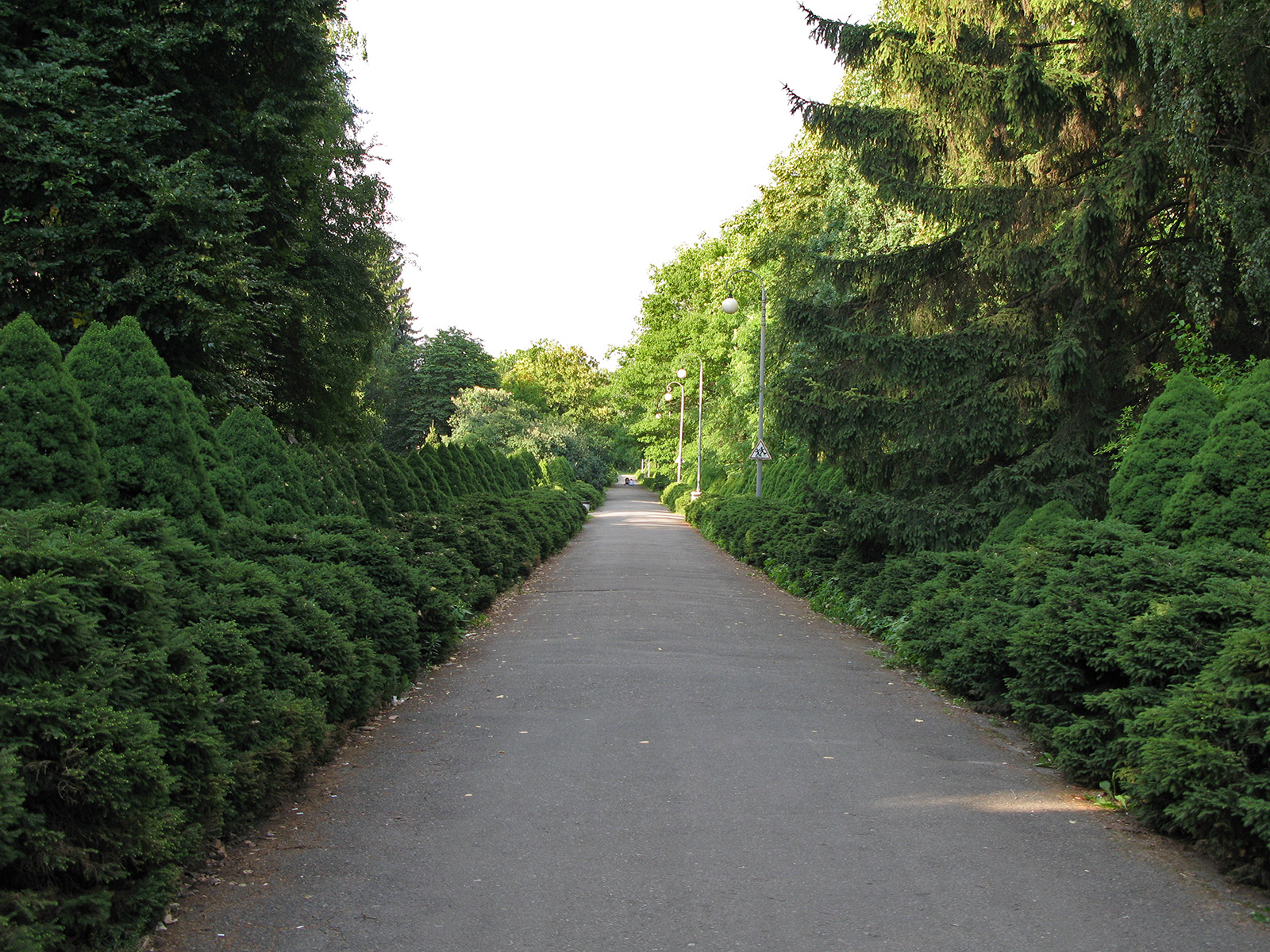
Одна з найкрасивіших алей центру
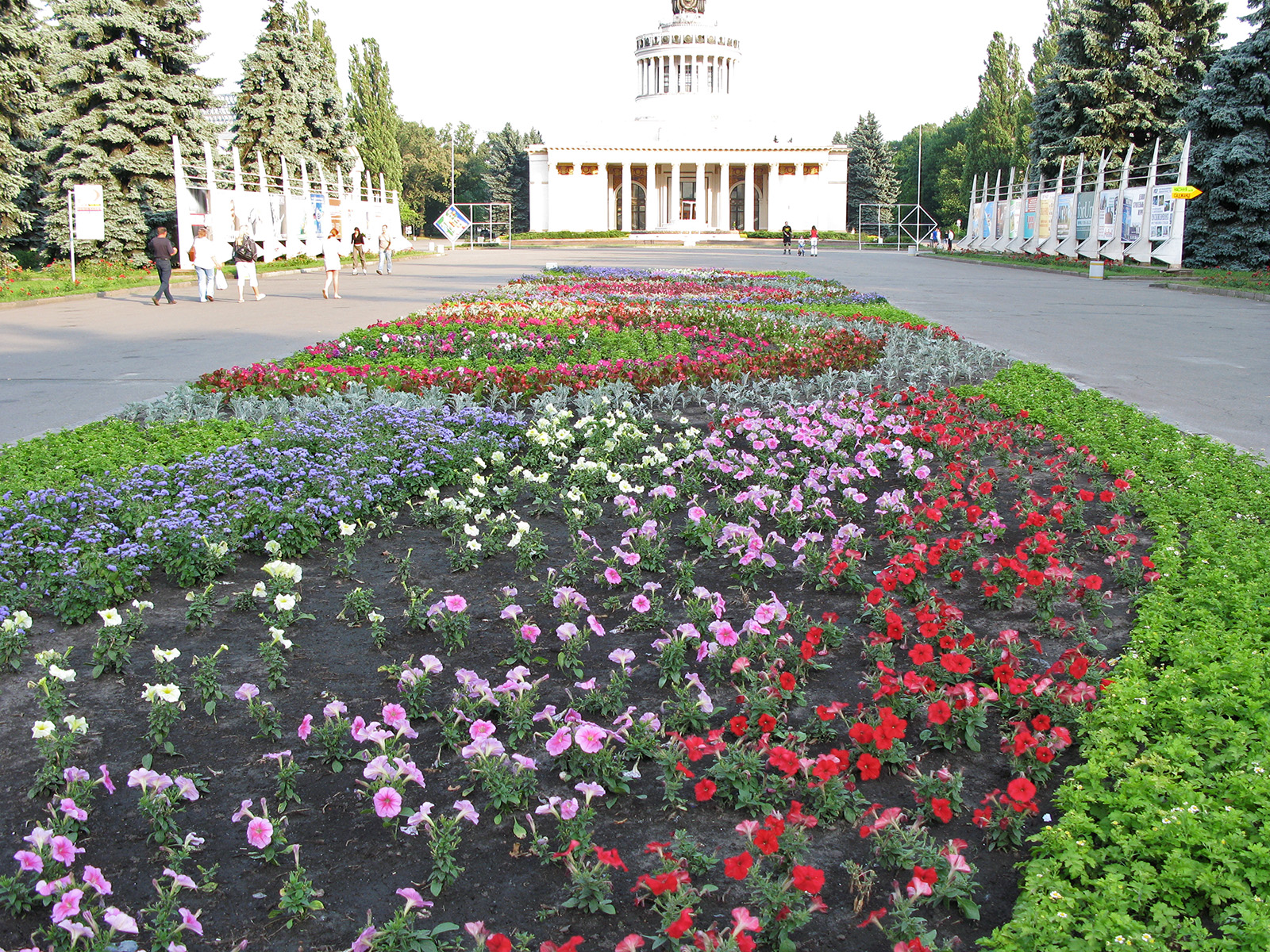
Експоцентр завжди прикрашений квітами

## Конярство
На території Експоцентру розташовані великі стайні, в яких перебувають десятки породистих коней. Поруч розташовані поля для вигулки, кінного спорту та верхової їзди. Відвідувачі виставкового центру мають можливість здійснити кінні прогулянки по лісовій частині Експоцентру. Для цього надається усе необхідне спорядження та досвідчені інструктори. У весняний та осінній період під час аграрно-виставкових заходів, поряд з іншими свійськими тваринами, глядачі мають змогу ознайомитися з найкращими породами коней.

## Новітня концепція розвитку
18 червня 2015 року експоцентр очолила нова команда керівників, на чолі з Максимом Бахматовим, які планують перетворити його в сучасний інноваційно-культурний центр.
З 21 березня 2017 року генеральним директором призначено Євгенія Мушкіна.
Київська міська рада та громадські організації пропонують створити тут першочергово наступні важливі об'єкти: Музей історії тоталітаризму в Україні; Музей тоталітарного живопису; Музей історії аграрного тоталітаризму; Музей історії тоталітарної архітектури; Парк тоталітарної скульптури; Виставку-музей державних подарунків України (офіційних подарунків Україні від інших держав світу); Центр антитоталітарного мистецтва; Концертний зал; Музей Євромайдану; Музей сучасних захисників України; Виставку-центр альтернативної енергетики; ІТ-біржу; Велику оглядову вежу; Сучасний спортивний комплекс; Сучасний басейн; Сучасний відкритий гідропарк на основі артезіанський джерел; Сучасний великий виставковий павільйон; Південно-західний вхід з боку станції метро «Іподром»; Великий сучасний літній відкритий кінотеатр; Сучасні великі концертно-фестивальні майданчики та іншу відпочинково-виставкову інфраструктуру.
Попередні підсумки діяльності нового керівництва експоцентру відображені у ЗМІ.

### Офіційна презентація перспективної концепції розвитку НЕУ
20 липня 2017 року відбулася публічна презентація концепції розвитку Експоцентру на найближчі 40 років, яку відвідала дружина Президента України Марина Порошенко,.

### Результати конкурсного відбору
18 вересня 2017 року відповідальною державною комісією підведено підсумки конкурсу на кращий проєкт розвитку НКЕУ. Переможцем конкурсу встановлено ТОВ «Київекспоплаза»,.

## «Зимова країна» та Зимовий «Діснейленд» 2015—2016 року
Завдяки суттєвим фінансовим інвестиціям телеканалу СТБ, у грудні 2015 року на період усіх зимових місяців, вперше в Україні створено унікальний найбільший у державі та Європі зимовий розважальний комплекс «Зимова країна» (паралельна назва — Зимовий «Діснейленд»), з найбільшою в державі ковзанкою понад 4000 м², катальними зимовими гірками, кімнатами матері й дитини, центральним офісом українського Діда Мороза, прокатних пунктів зимового спортивного спорядження, мотузковим парком, прогулянковими маршрутами на конях, оленях, парком крижаних скульптур, харчовими комплексами, зимовими ярмарками та іншими важливими культурно-розважальними об'єктами. Головні приміщення експоцентру були прикрашені світлодіодними сітками-гірляндами. Усі важливі об'єкти розважального комплексу були обладнані пандусами для інвалідних візків. Настільки масштабний проєкт зимового розважального комплексу зреалізовано вперше в історії України, наразі він визнаний найбільшим в Європі і наймасштабнішим за кількістю різноманітних локацій. Його особливістю є й те, що на території експоцентру розташована найбільша у Європі колекція блакитних та гірських багатолітніх високих ялинок, яка нараховує сотні вишуканих дерев. Багато з них прикрашені новорічними яскравими гірляндами.
Однією з важливих подій стало перше в Україні 3-D лазерне шоу «Вартові мрій» за участю десятків переможців-учасників національного телешоу «Танцюють усі!», постановником якого став відомий український хореограф Костянтин Томільченко. Його практична реалізація в Києві стала можливою лише в 7-9 павільйоні експоцентру, оскільки неймовірні лазерні ефекти шоу можливі лише в приміщенні, де всі стіни й дах оббиті спеціальною чорною тканиною.
Також до весни на експоцентр перебазувалося знамените телешоу Караоке на майдані під орудою відомого телеведучого Ігоря Кондратюка.,,,,,
В зимовий період 2016—2017 року «Зиму на ВДНГ» відвідало близько 500 000 відвідувачів.

## Літня «Країна розваг»
З 1 травня 2016 року на НЕУ втілюється літньо-осінній проєкт «Країна розваг». На першому етапі він включатиме в себе: парк гойдалок, мотузковий парк, музей піщаних скульптур, концертний зал, концертну відкриту сцену, відкритий кінотеатр, відкритий басейн, кінну школу верхової їзди, фруктовий сад бажань, хаби та квести актуального спрямування, дитячі та дорослі відпочинкові зони різного напрямку.,,

## Скандал щодо зміни форми власності
Наприкінці лютого 2016 року Київрада ініціювала розгляд питання, щодо передачі території НЕУ в комунальну власність міста. Сама постановка цього питання є юридично «нікчемною», оскільки понад 70 % території експоцентру відносяться до Голосіївського національного природного парку. За чинним в Україні законодавством, національні природні парки можуть знаходитися виключно у державній власності. НЕУ звільнений від сплати податків за землю, оскільки більша частина його території є заповідно-природним об'єктом, які звільнені від означених платежів. Ця територія підтримується за рахунок власних зароблених коштів НЕУ, хоча нею безкоштовно користуються тисячі киян та гостей столиці. НЕУ є єдиним природно-заповідним об'єктом в Києві та усій державі, який не використовує жодних коштів державного бюджету, а також єдиним, який суттєво наповнює держбюджет за рахунок ПДВ.,,

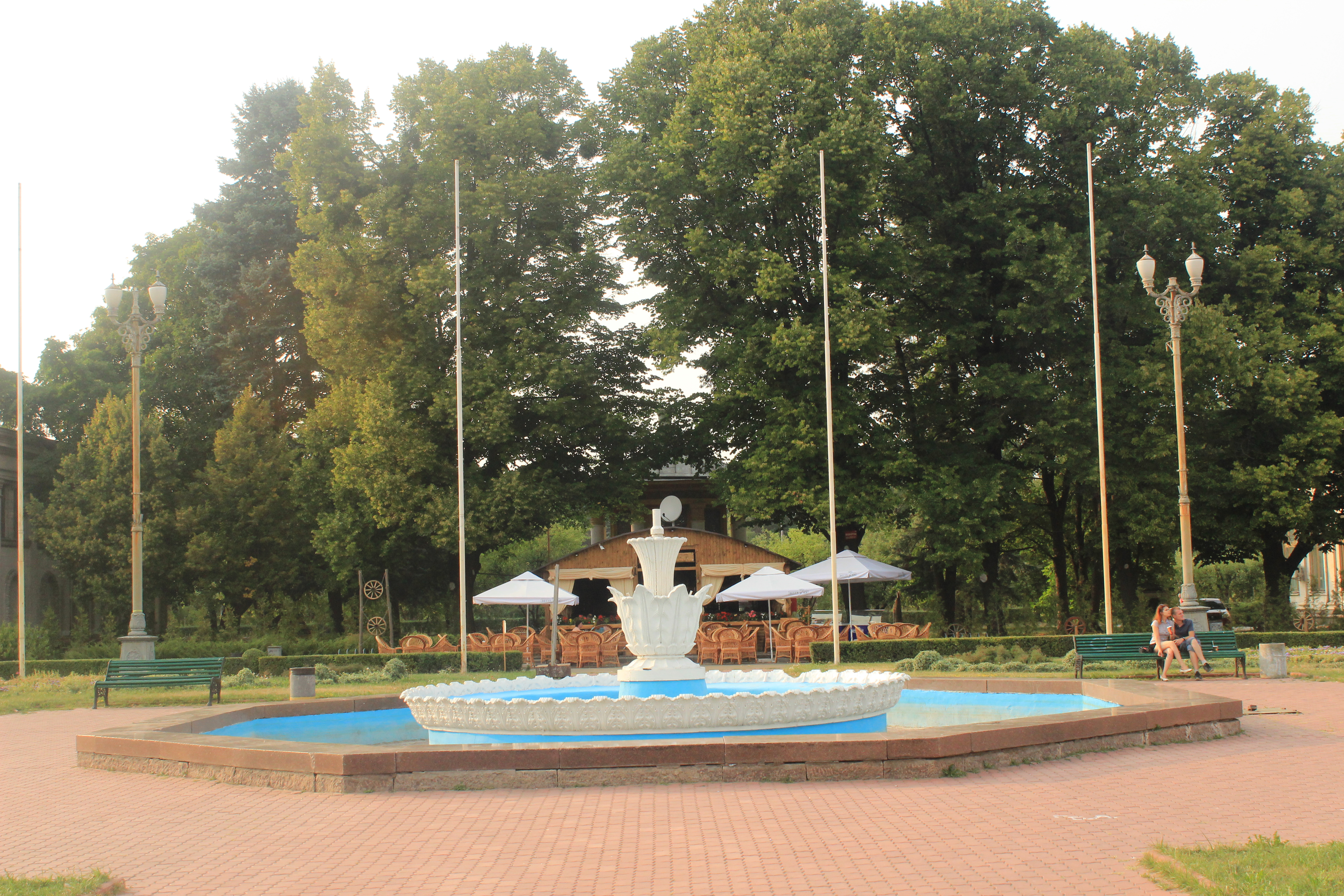
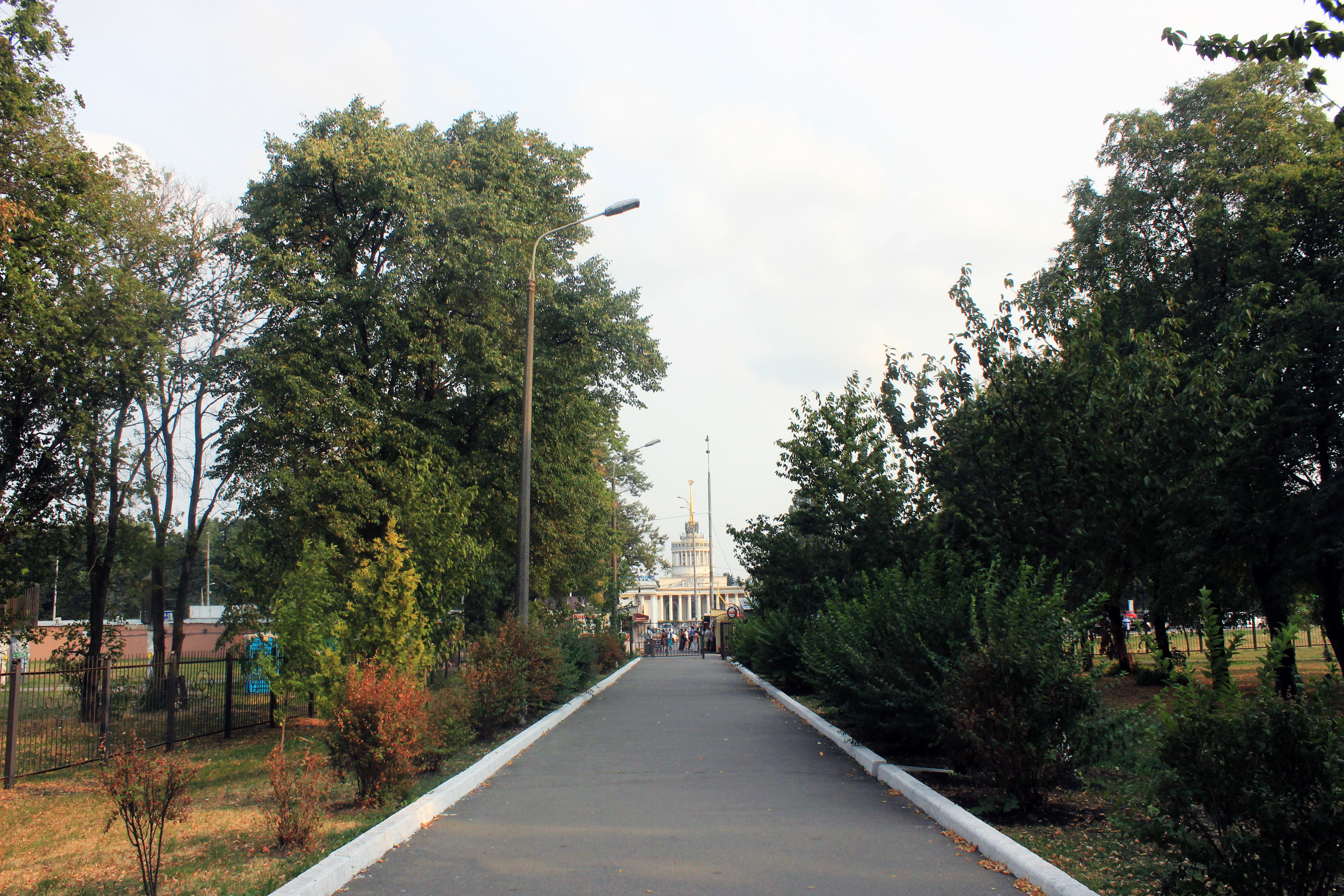
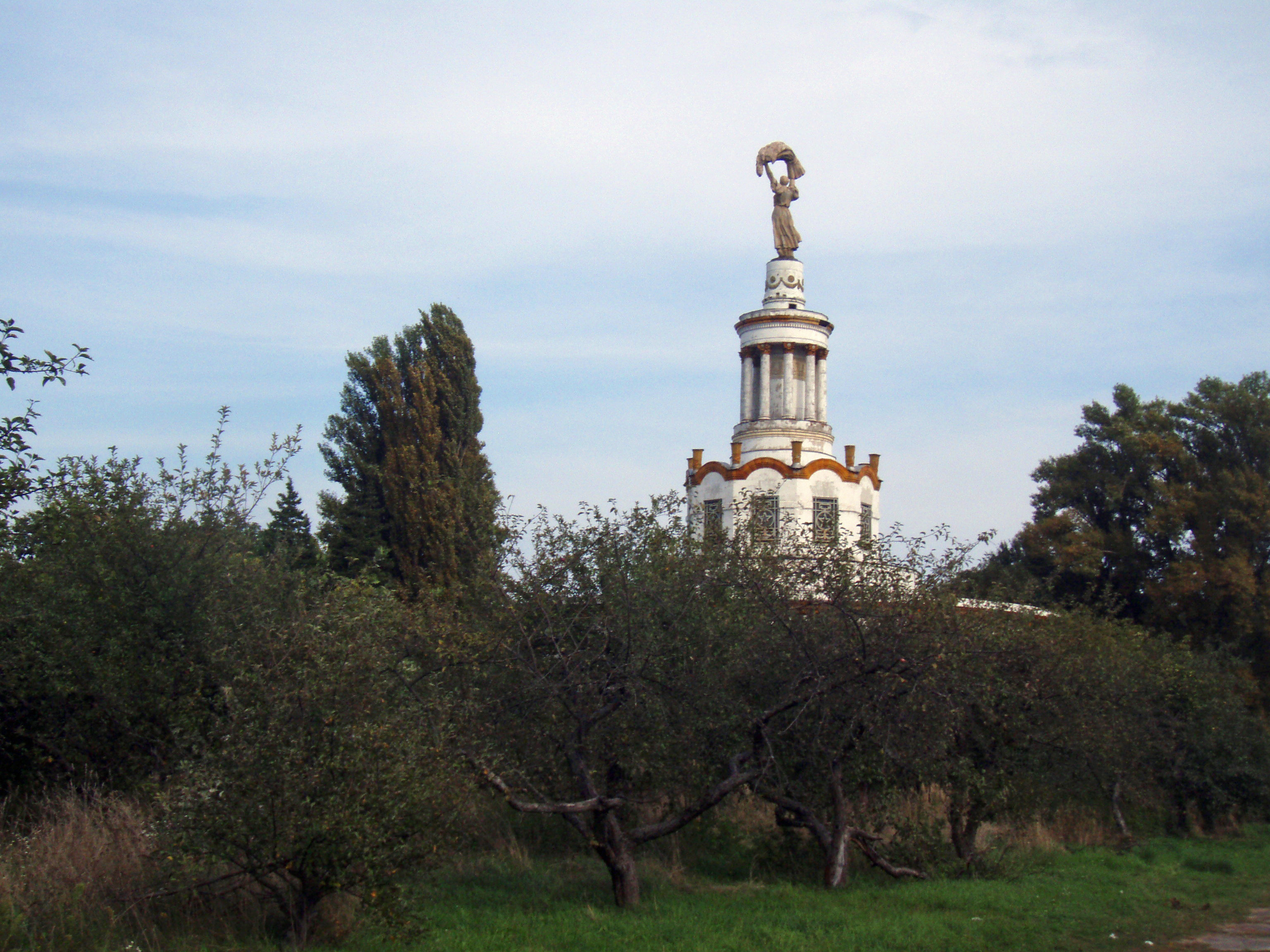
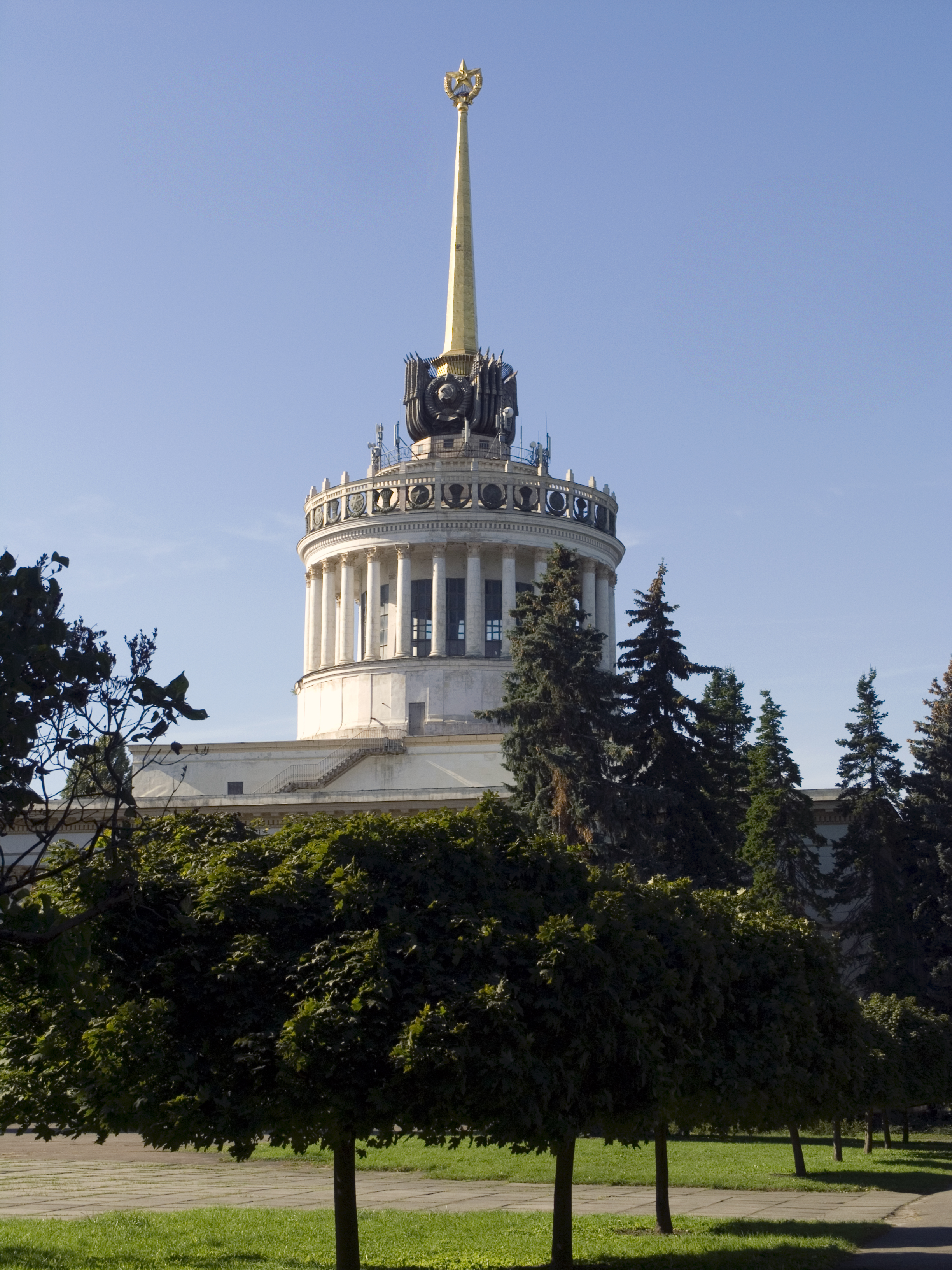

## Міжнародна діяльність
На експоцентрі регулярно проводяться виставково-експозиційні міжнародні заходи, до яких залучаються відповідальні керівники та працівники понад 130 міжнародних іноземних представництв в Україні. За чинним законодавством, обслуговування усіх міжнародних представництв покладено на Державне управління справами в особі Генеральної дирекції з обслуговування іноземних представництв, яка має для цього необхідні повноваження, належні вагомі організаційні можливості, компетентний штат фахівців та перекладачів. Ця сфера дипломатичної діяльності є настільки важливою, що Генеральна дирекція є єдиною з державних установ України, яка поряд з Міністерством закордонних справ України офіційно наділена високим повноважним статусом дипломатичної установи, а її керівник наділений високим дипломатичним рангом-статусом Надзвичайного і Повноважного посланника, який надає йому можливість для вирішення усіх найвідповідальніших питань в діяльності іноземних представництв з повноважними керівниками дипломатичних місій-представництв усіх іноземних країн та міжнародних організацій.

## У кінематографі
- У 2008 році на території експоцентру відбувалися масштабні зйомки художнього фільму «Прощальна справа» французького кінорежисера Крістіана Каріона[fr], за участю українського кіноактора Олексія Горбунова про полковника КДБ, який співпрацював з іноземною розвідкою. Територія та приміщення експоцентру вагомо представлені у цій стрічці.
- У 2012 році на території експоцентру знімався фільм режисера Олександра Войтовського «Джунглі» за участю акторів Віри Брежнєвої, Сергія Свєтлакова та Михайла Єфремова. Перші хвилини фільму починаються саме з головної площі експоцентру. Для масових сцен у фільмі були задіяні сотні киян.
- У 2015 році в приміщеннях та на території експоцентру знімався популярний 24-серійний комедійний серіал «Слуга народу». За сюжетом кіносеріалу, територія та приміщення експоцентру були обрані новим Президентом України (роль якого зіграв Володимир Зеленський) для розташування адміністрації глави держави.